# Dom zu Florenz

Dom zu Florenz

Der Dom zu Florenz (italienisch Duomo di Firenze, offiziell Cattedrale Metropolitana di Santa Maria del Fiore) ist eine römisch-katholische Kirche in Florenz und die Kathedrale des Erzbistums Florenz. Er wurde am 24. März 1436 von Papst Eugen IV. geweiht. Das Schiff fasst circa 4.000–5.000 Personen. Die gewaltige Kuppel, das Hauptwerk Brunelleschis, gilt als technische Meisterleistung der frühen Renaissance. Zum Architekturensemble gehören außerdem der Glockenturm Campanile di Giotto und die Taufkapelle Battistero di San Giovanni auf dem Domplatz.

## Dimensionen
Der Florentiner Dom ist, bezogen auf die Länge des Längsschiffs, nach dem Petersdom im Vatikan, St Paul’s Cathedral in London und dem Mailänder Dom die viertgrößte Kirche in Europa (nach der bebauten Fläche rangiert allerdings noch die Kathedrale von Sevilla in Spanien an dritter Stelle). Seine Abmessungen: 153 m Länge, 38 m Breite, Breite des Kuppelfundaments 90 m. Die Seitenschiffe haben eine Gewölbehöhe von 23 m, das Mittelschiff ist um etwa 12 Meter höher. Die lichte Höhe der Kuppel beträgt vom Boden bis zur Laterne 90 m. Außen ist die Kuppel mit Laterne mehr als 114 m hoch.
Offiziell trägt der Dom den Namen Cattedrale Metropolitana di Santa Maria del Fiore, wörtlich übersetzt „Metropolitankathedrale der Heiligen Maria der Blume“. Er untersteht somit dem Patrozinium von St. Maria.

## Baugeschichte

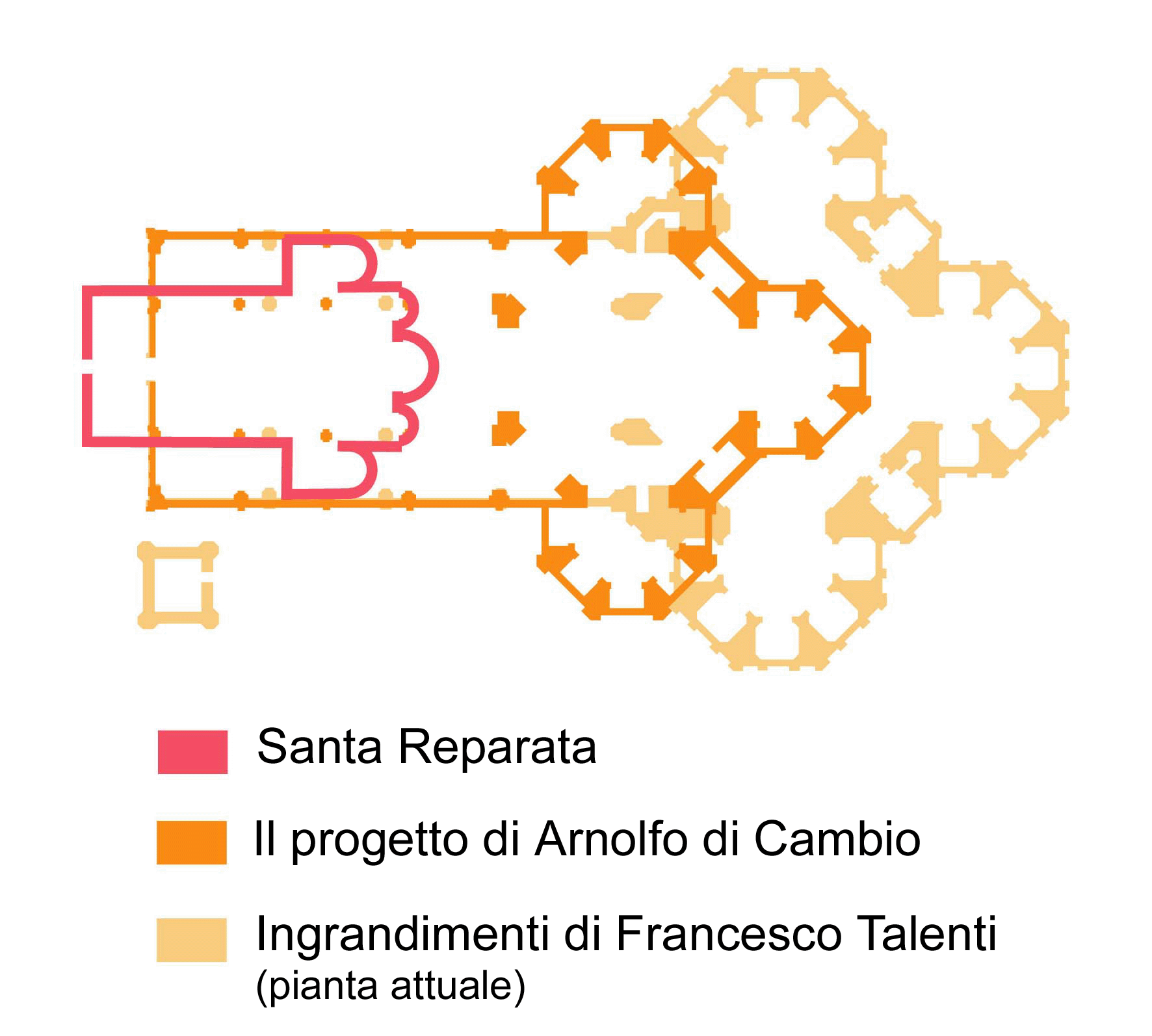
Grundriss zu verschiedenen Zeitpunkten

Bis ins 13. Jahrhundert hatten den Bewohnern der Stadt das Baptisterium San Giovanni sowie einige kleine Kirchen zur Repräsentation genügt. Erst 1296 entschloss man sich zum Bau eines Doms nach Plänen von Arnolfo di Cambio. Der Bau sollte Ausmaße haben, wie sie die Toskana nie zuvor gesehen hatte - nicht zuletzt in Konkurrenz zu Venedig, Pisa und zum 1229 begonnenen Dombau in Siena, welche Florenz in der monumentalen Darstellung seiner Frömmigkeit weithin übertreffen wollte. 

### Baubeginn
Noch im gleichen Jahre wurde mit der Errichtung der Westfassade begonnen. Die ursprüngliche Bischofskirche, Santa Reparata, wurde dabei zunächst von dem Neubau umgeben und weiter liturgisch genutzt. Nach dem Tod Arnolfos kamen die Arbeiten zum Erliegen, da die Ressourcen zum Bau der dritten Stadtmauer und zur Errichtung des Palazzo della Signoria genutzt wurden. Von der Fassade war nach Arnolfos Entwürfen bis dahin nur der untere Teil vollendet.

### Der Campanile Giottos

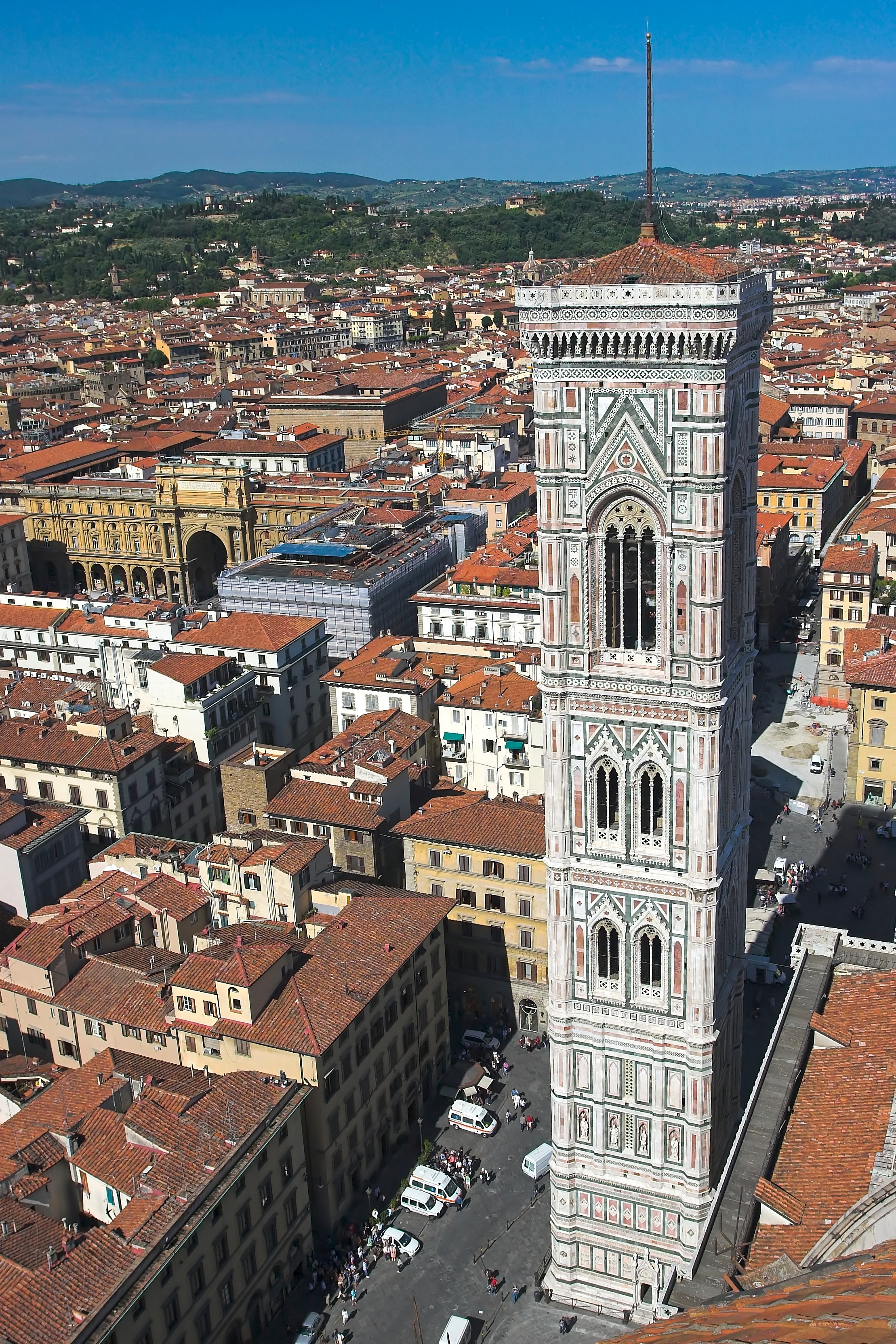
Campanile di Giotto

Erst die spätere Berufung Giottos brachte neue Impulse. Doch Giotto, schon 68 Jahre alt, richtete seine ganze Energie auf den Campanile, der in kürzerer Zeit zu vollenden war. So wollte er Florenz wenigstens mit dem Campanile ein alles überragendes Wahrzeichen schenken.
Die Turmfundamente waren bereits 1298 zu Beginn der Bauarbeiten an der neuen Kathedrale unter Arnolfo di Cambio gelegt worden. Die für die italienische Gotik ungewöhnliche Position des Glockenturms – in einer Linie mit der Westfassade – wird zum einen als Indiz für die besondere Betonung der Vertikalen als Zentrum der Bischöflichen Insel gewertet, andererseits wollte man die Sichtachse auf die geplante große Kuppel freihalten.
Giotto di Bondone entwarf einen Campanile, der eine pyramidenförmige Spitze mit einer Höhe von 50 florentinischen Braccia (Armlängen), also etwa 30 Metern gehabt hätte; insgesamt wäre er 110–115 Meter hoch geworden. Bei Giottos Tod im Jahr 1337 war erst das erste Geschoss fertiggestellt. Andrea Pisano und Francesco Talenti beendeten den Bau 1359 mit einigen Änderungen. Der Turm bekam ein niedriges Pyramidendach und wurde nur 85 m hoch.
Im Turm sind insgesamt zwölf Kirchenglocken untergebracht. Eine Glocke befindet sich abgestellt auf dem Boden des Glockengeschosses. Sie ist die 1516 von Lodovico di Guglielmo gegossene 2500 Kilogramm schwere Apostolica. Zudem hängen auf allen vier Seiten, jeweils zwischen Glockenstube und Fenster vier kleinere Glocken (Beona, Maria Anna, Campana Piccola, Campana Più Piccola), die nicht geläutet werden können. Die übrigen sieben Glocken bilden das Hauptgeläut, das seit 2000/2001 über einen neuen elektrischen Läuteantrieb verfügt.
| Nr. | Name                     | Gussjahr | Gießer             | Durchmesser | Gewicht | Nominal |
| --- | ------------------------ | -------- | ------------------ | ----------- | ------- | ------- |
| 1   | Campanone/Santa Reparata | 1705     | Antonio Petri      | 2000 mm     | 5000 kg | a0      |
| 2   | Misericordia             | 1830     | Carlo Moreni       | 1500 mm     | 2500 kg | c1      |
| 3   | Apostolica               | 1956/57  | Prospero Barigozzi | 1450 mm     | 1800 kg | d1      |
| 4   | Assunta                  | 1956/57  | Prospero Barigozzi | 1270 mm     | 0846 kg | e1      |
| 5   | Mater Dei                | 1956/57  | Prospero Barigozzi | 1160 mm     | 0481 kg | g1      |
| 6   | Annunziata               | 1956/57  | Prospero Barigozzi | 0950 mm     | 0339 kg | a1      |
| 7   | Immacolata               | 1956/57  | Prospero Barigozzi | 0750 mm     | 0237 kg | h1      |

### Wiederaufnahme der Bauarbeiten am Dom
Ab 1330 übernahm die Wollweberzunft die Verantwortung für den Dombau. Neue Baumeister modifizierten die Pläne immer wieder, bis sie 1368 gebilligt und das danach entstandene Ziegelmodell (Maßstab 1:10) für verbindlich erklärt wurden. Der Bau konnte nun schneller vorangetrieben werden. Schon 1379 wurde das Langhaus für den Gottesdienst in Gebrauch genommen.

### Fassade

Westfassade im heutigen Zustand

Die unter Arnolfo di Cambio begonnene Fassade wurde schon 1588 als unzeitgemäß empfunden und abgerissen, um Platz für eine neue Fassadengestaltung zu schaffen, für die die Mittel dann allerdings nicht ausreichten. Die heutige Westfassade ist eine neogotische Vervollständigung des späten 19. Jahrhunderts, die den Stil des Langhauses, die Gestaltung in dreifarbigem Marmor, fortsetzt. Sie wurde nach Entwürfen von Emilio de Fabris und Guglielmo Calderini (Obergeschoss) bis 1887 vollendet.

Detailansichten
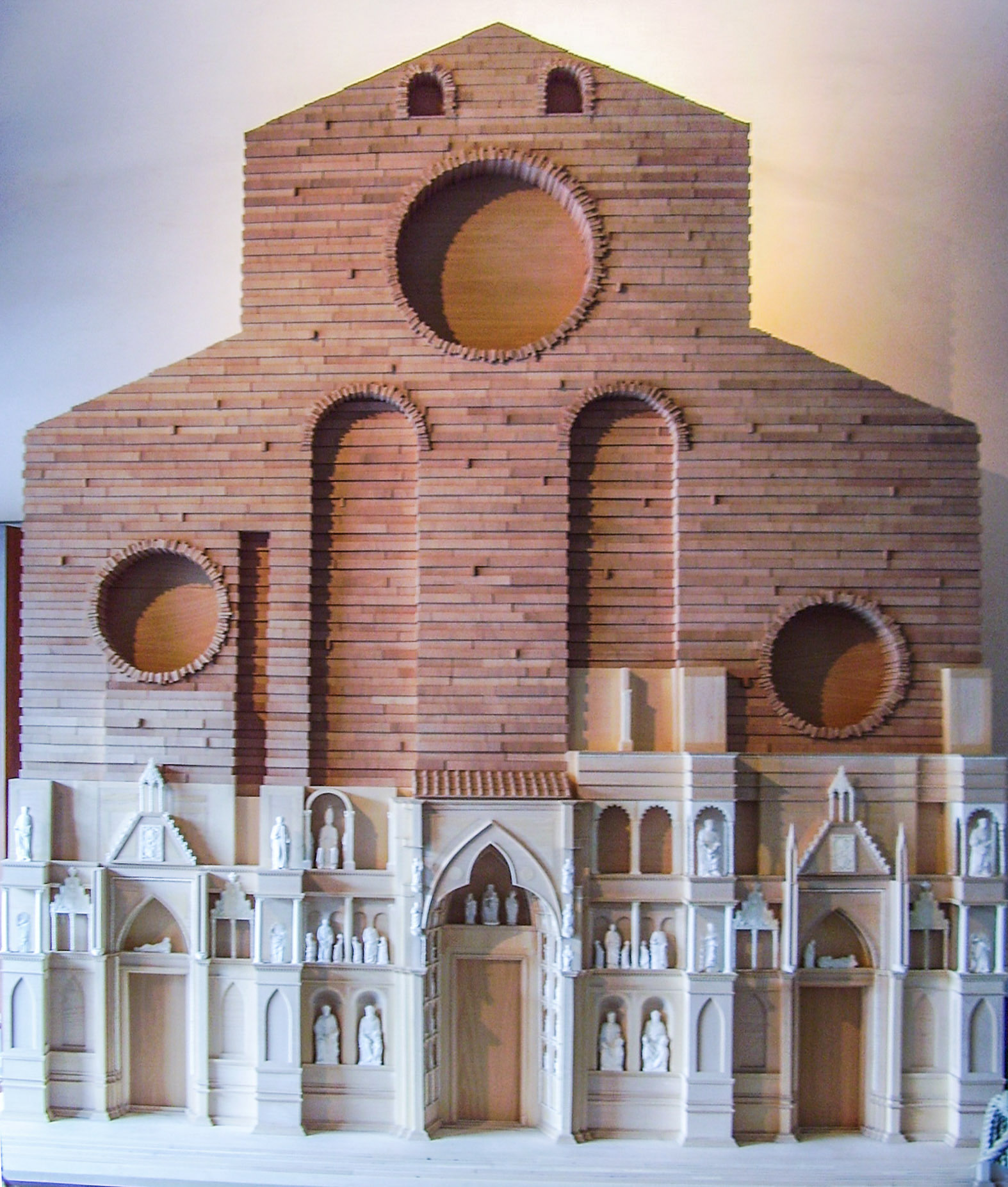
Die unvollendete gotische Fassadengestaltung umfasste nur das untere Drittel des Baues (Modell).
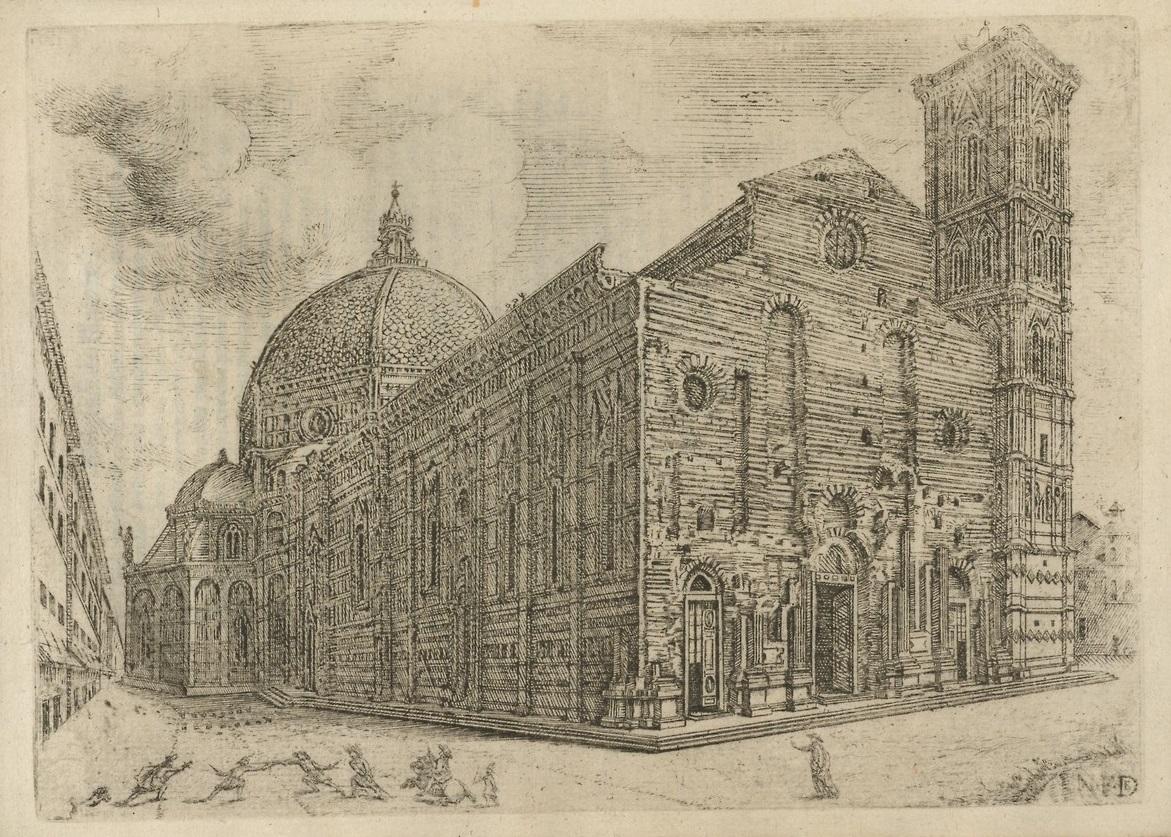
Mit nahezu abgetragener Fassade (1684)
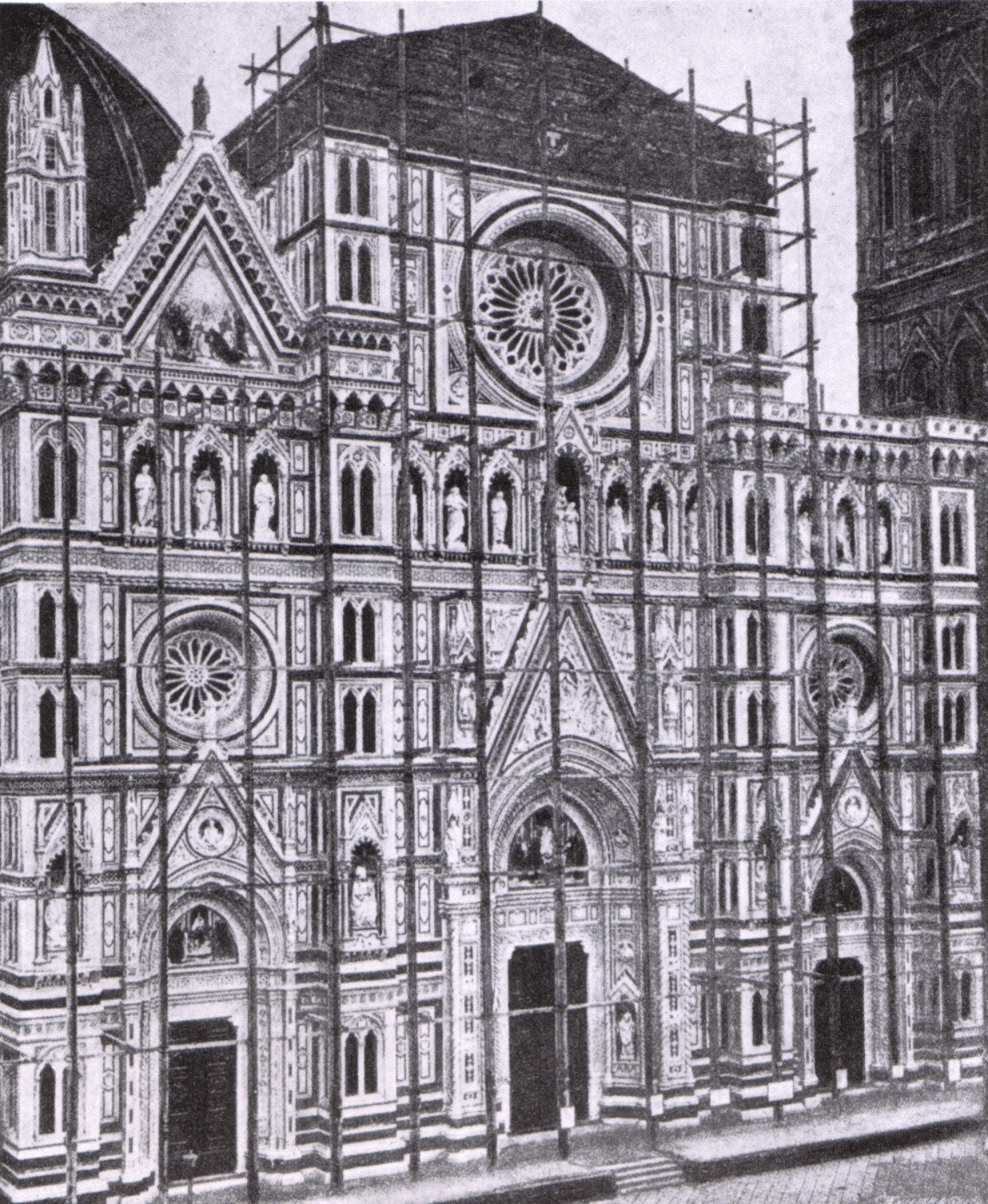
Westfassade während der Bauarbeiten (um 1870)
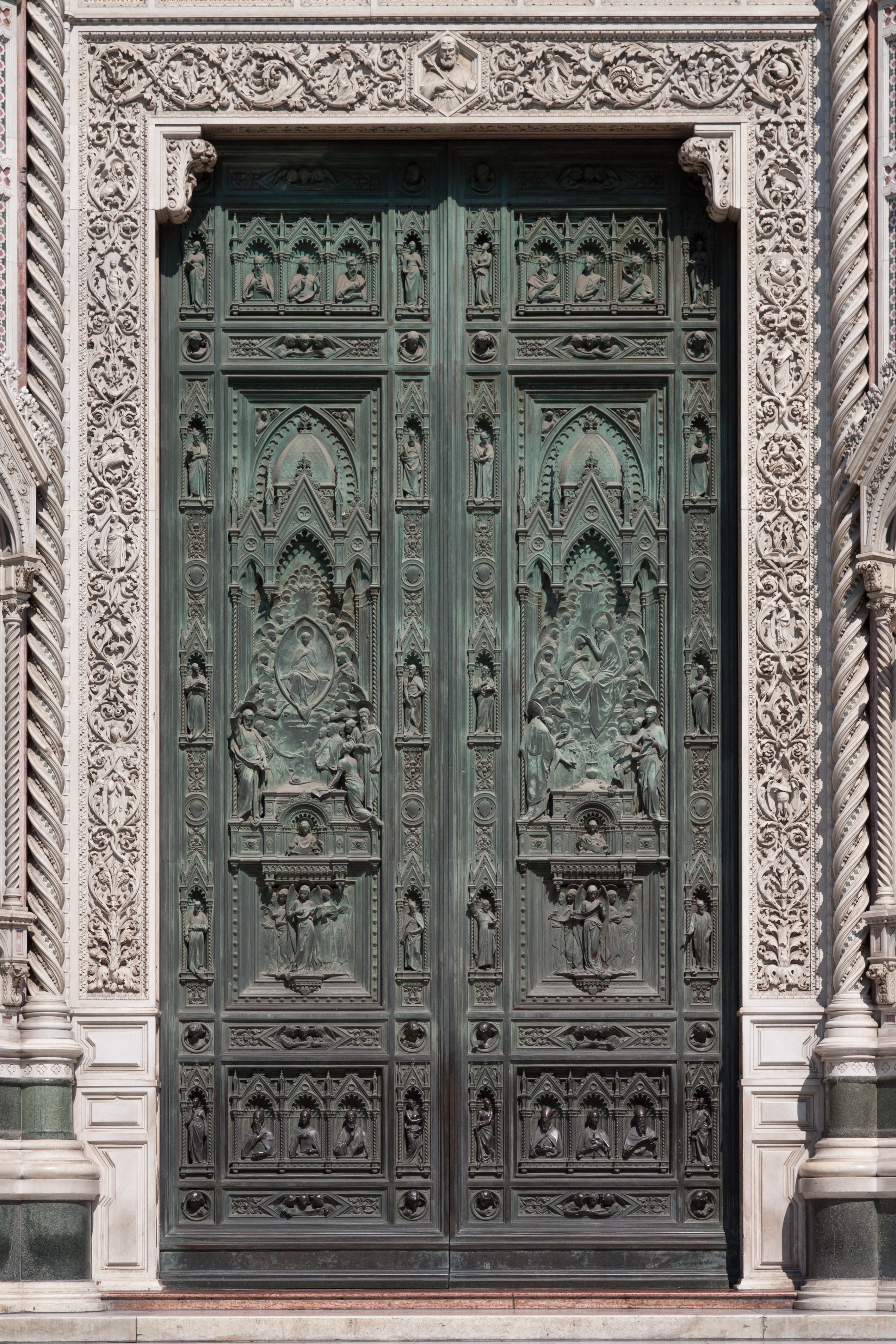
Hauptportal

## Kunstwerke im Innenraum des Domes

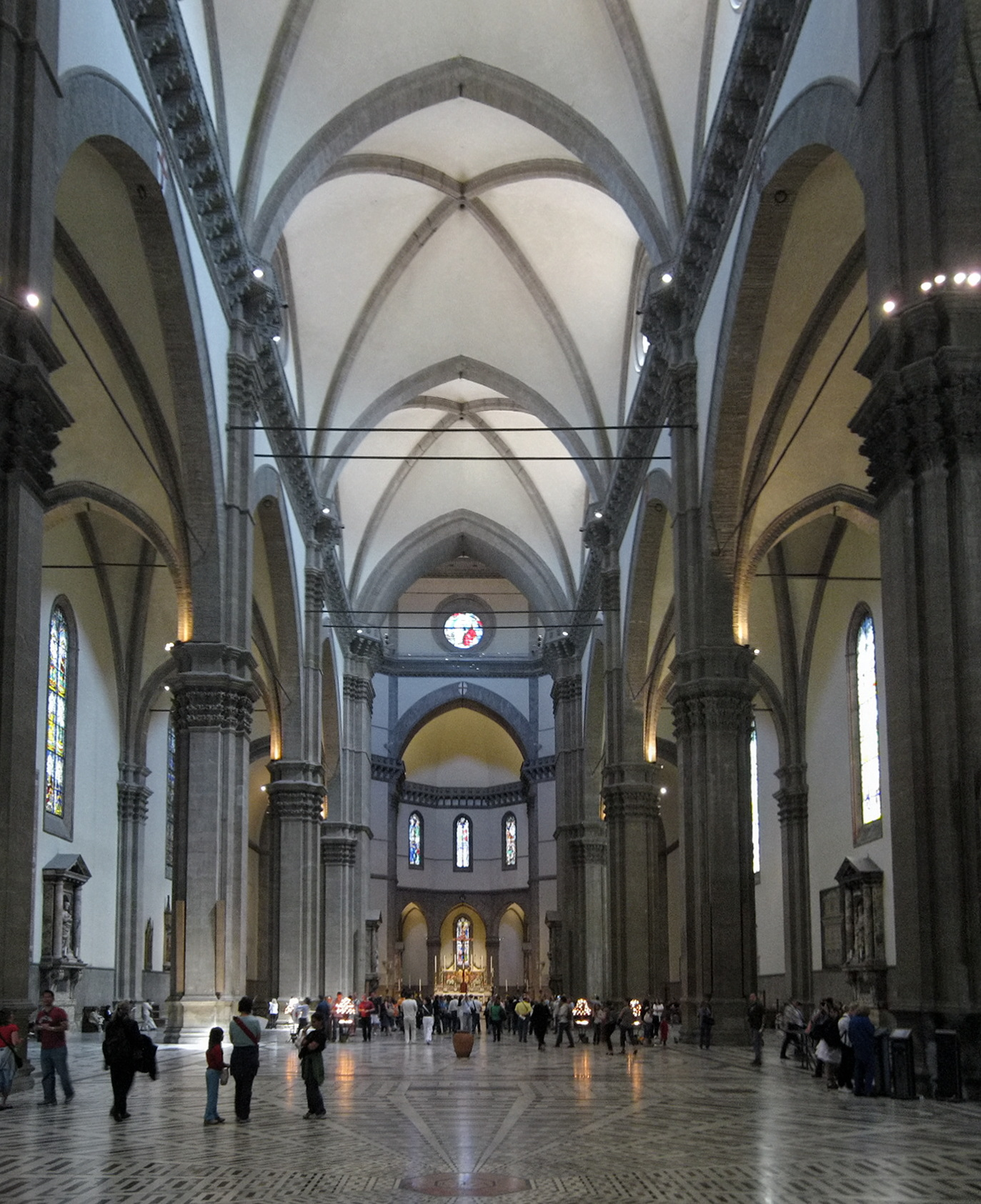
Innenraum

An der linken, nördlichen Kirchenwand befinden sich zwei sehr ähnlich aussehende Gemälde von Reitern. Das rechte Monument für Giovanni Acuto in bichromer Marmorimitationen stammt von Paolo Uccello (1400–1475) aus dem Jahr 1436, es zeigt den Söldnerführer Giovanni Acuto (eigentlich John Hawkwood), Engländer im Dienst von Florenz. Dass er hier im Dom verewigt wurde, zeigt, welche Bedeutung solche Militärführer im 15. Jahrhundert haben konnten.
Auffallend sind einige Missverhältnisse in der Perspektive. Entsprechend der starken Untersicht des Sockels müssten Pferd und Reiter in stärkerer Untersicht gemalt sein. Das waren sie ursprünglich wohl auch, aber das gefiel den Florentinern nicht; hier war der Künstler seiner Zeit um einiges voraus. Uccello malte 1436 Ross und Reiter neu direkt von der Seite, ohne auf perspektivische Richtigkeit zu achten.
Links davon befindet sich ein Fresko von Andrea del Castagno (1423 bis 1457): Das 1456 gemalte Monument für Niccolò da Tolentina, einen weiteren berittenen Söldner. Es bezieht sich im schematischen Aufbau weitgehend auf Uccello. Hier vollzieht sich eine ähnliche Entwicklung wie in den Türen des Baptisteriums zwischen Pisano und Ghiberti. Uccello malte 1436 eine statuarische Ruhe ähnlich wie Pisano, Castagno 20 Jahre später die Bewegung wie bei Ghiberti.

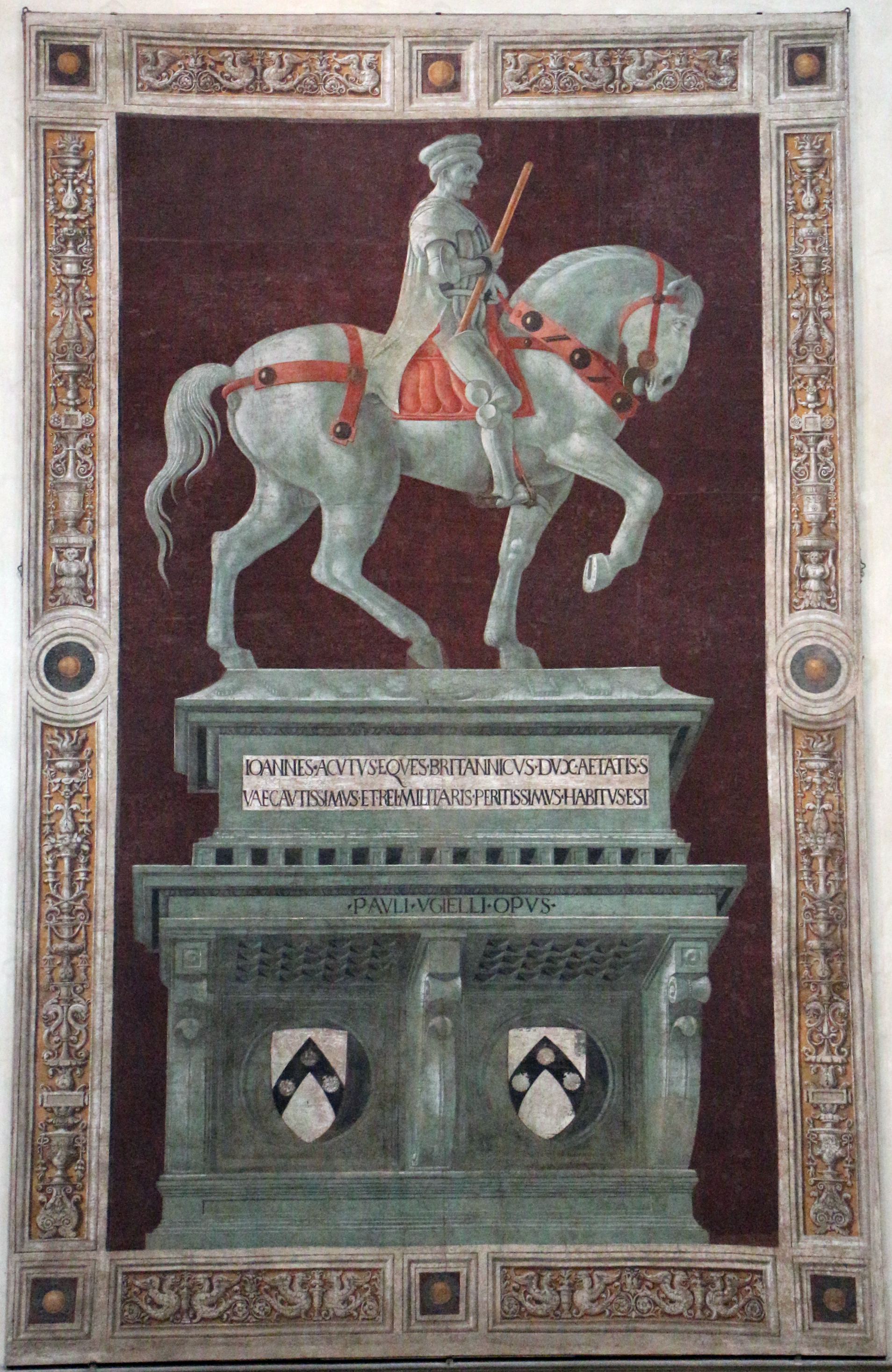
Paolo Uccello, Monument für Giovanni Acuto, 1436
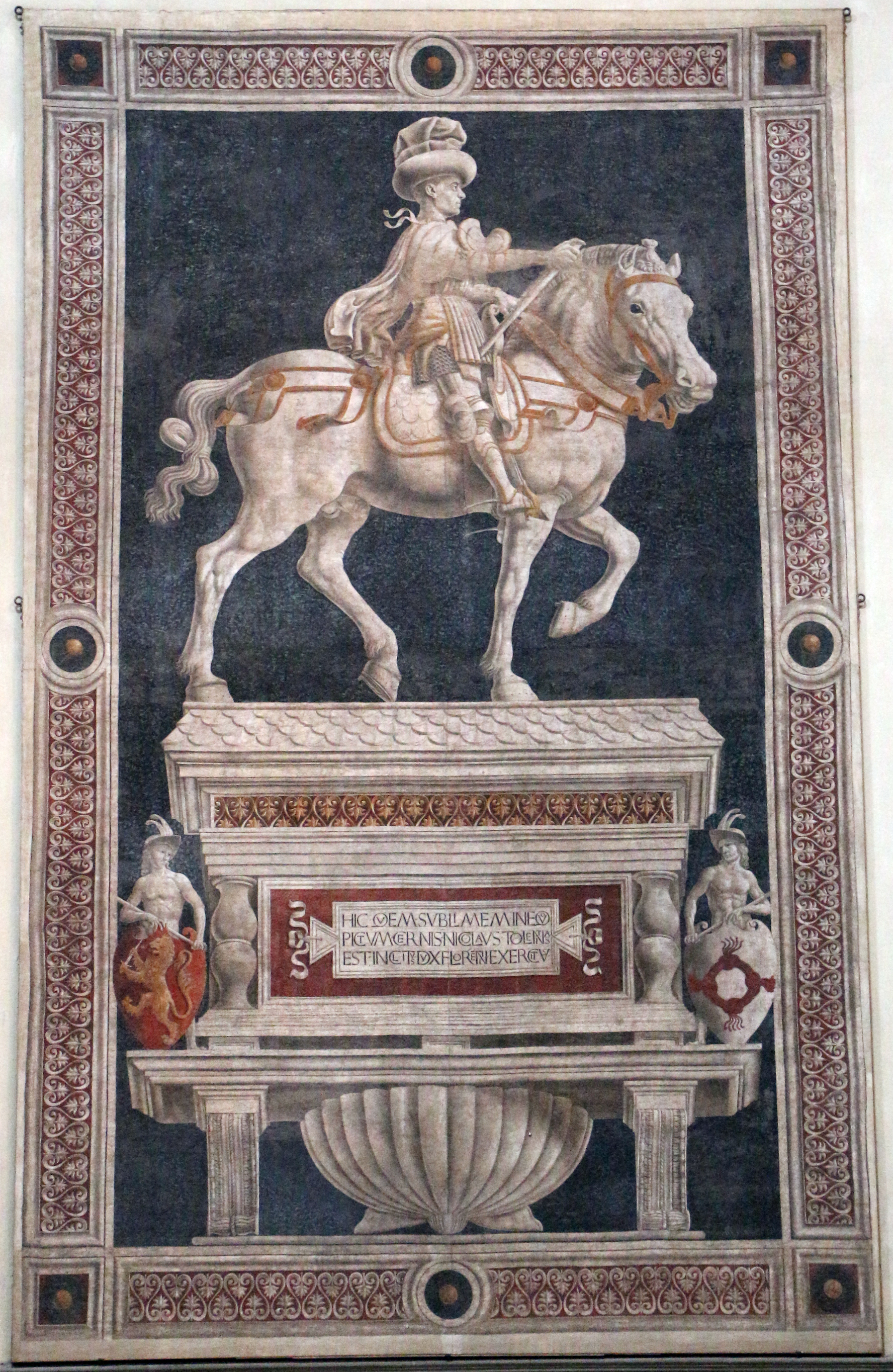
Andrea del Castagno, Monument für Niccolò da Tolentino, 1456
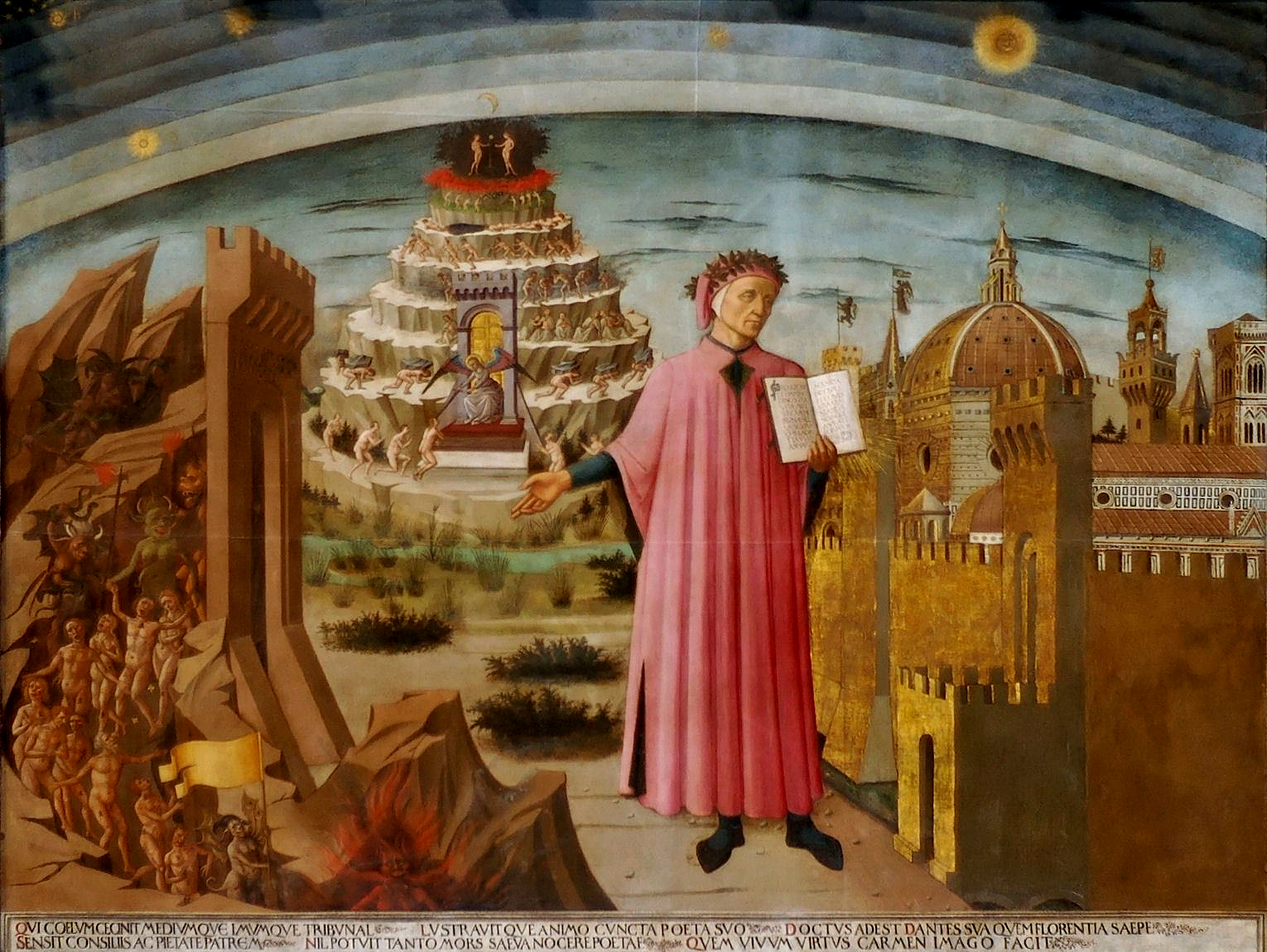
Dante und die Göttliche Komödie, Fresko von Domenico di Michelino, 1465
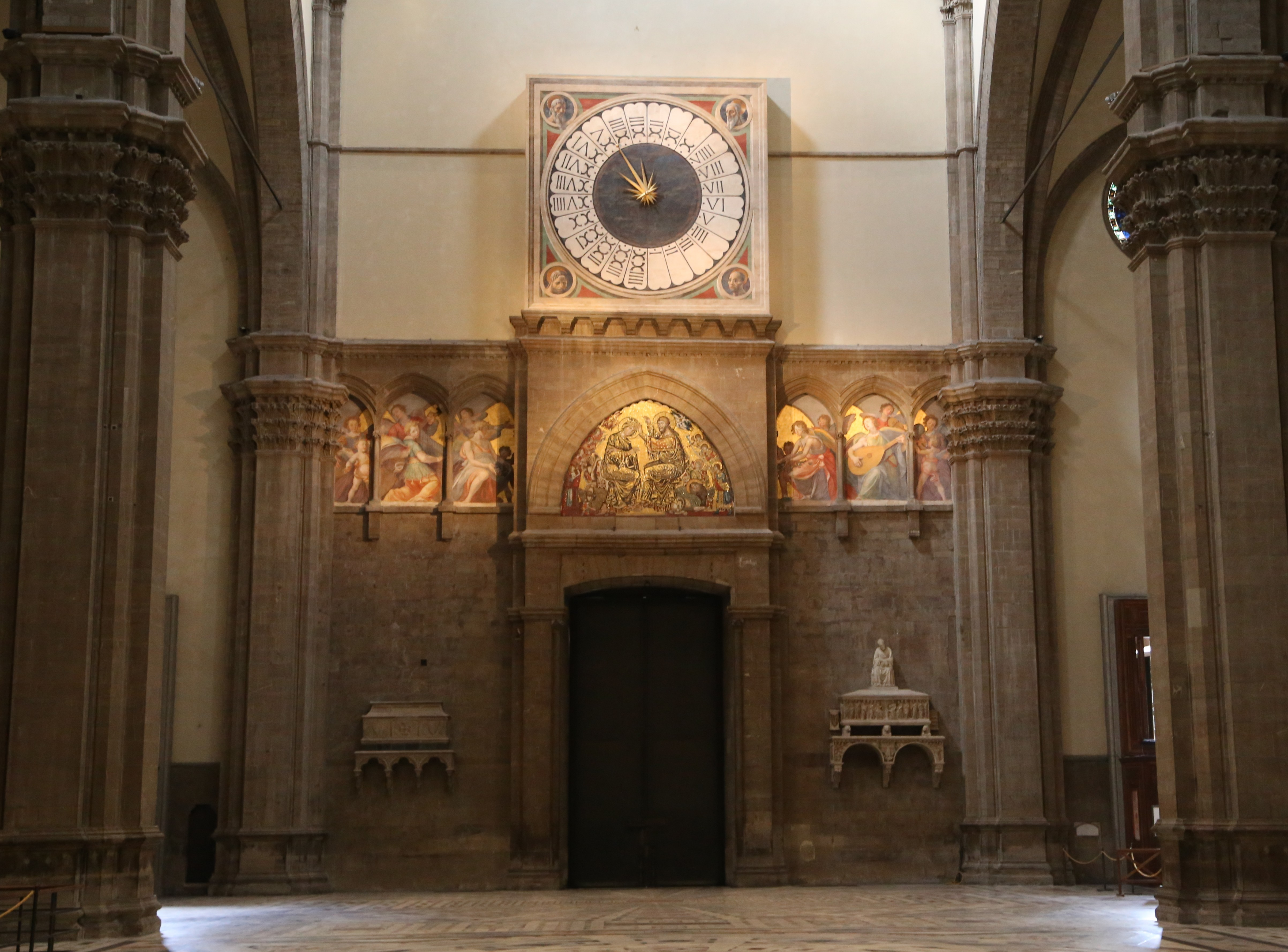
Kanonische Uhr mit den Köpfen von vier Propheten

## Kuppel

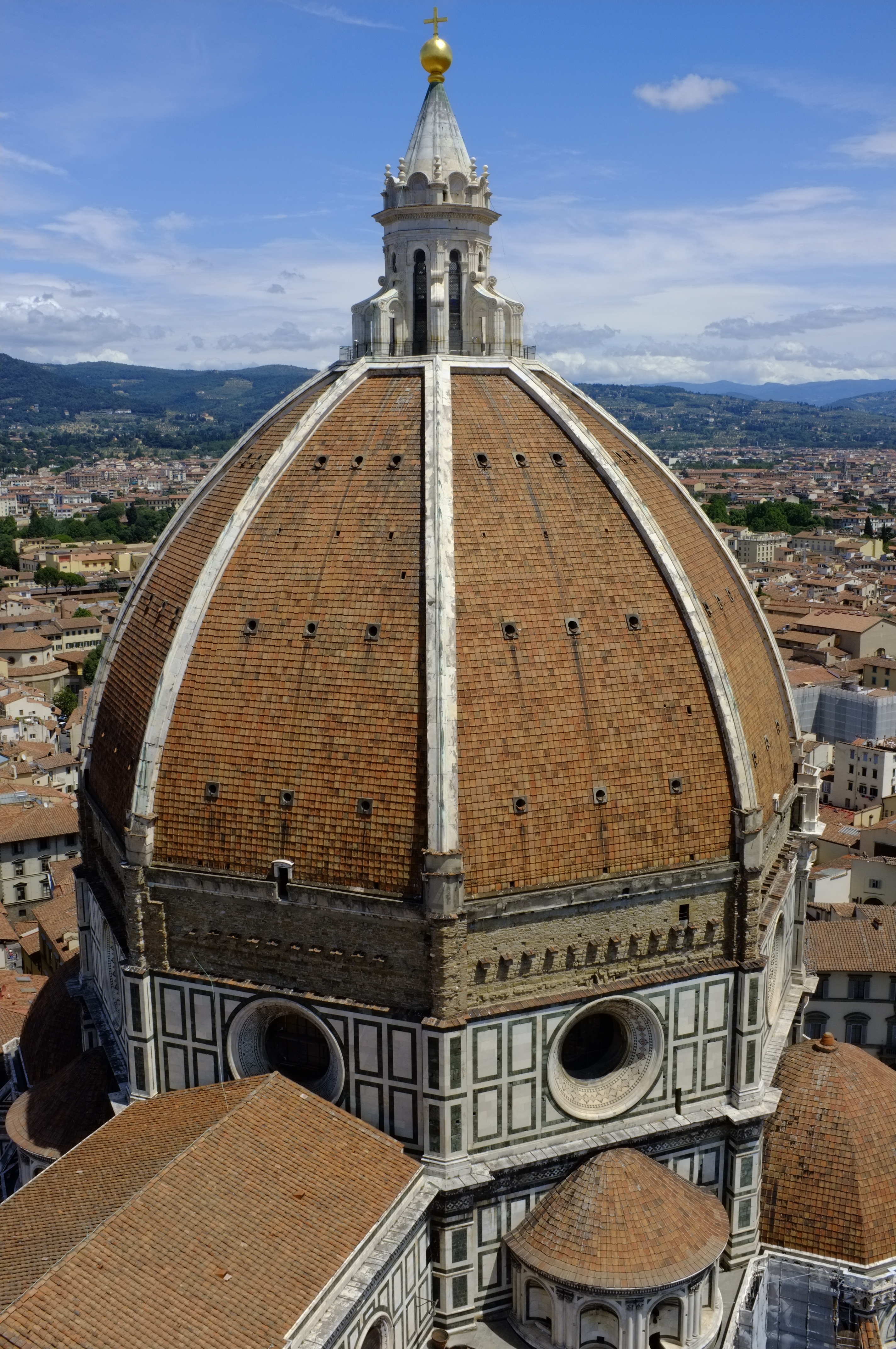
Brunelleschis Kuppel

1417 legte Brunelleschi sein erstes Kuppelmodell vor, nachdem vorher beschlossen worden war, eine noch prächtigere und größere Kuppel zu erstellen, als das erste Modell vorgesehen hatte. Der Bau der 107 Meter hohen Kuppel mit einem Durchmesser von 45 Metern dauerte 16 Jahre (1418 bis 1434). Von Anfang an trug die aus zwei Schalen bestehende Konstruktion sich selbst und wurde ohne Lehrgerüst errichtet. Aufgrund ihrer Einzigartigkeit wird sie noch heute als Höhepunkt der Renaissance gesehen. Der Dom wurde nach der Fertigstellung der Kuppel am 25. März 1436 in Anwesenheit von Donatello, Brunelleschi, Ghiberti, Michelozzo und Alberti durch Papst Eugen IV. geweiht. Für die Ausführung der Glasfenster wurde 1436 der Glasmaler Francesco Livi aus Lübeck nach Florenz berufen. Die Laterne wurde nach einem Entwurf Brunelleschis von 1446 bis 1461, zuletzt unter der Aufsicht von Michelozzo, erbaut. Bis zum Ende des 16. Jahrhunderts gab es immer wieder kleinere Arbeiten am Dom.

### Ausmalung der Kuppel
Die Innenbemalung der Kuppel war nach früherer einhelliger Meinung der Kunsthistoriker missglückt. Kein Geringerer als Giorgio Vasari, der Vater der Kunstgeschichtsschreibung und der Schöpfer des gleichnamigen Korridors über den Ponte Vecchio, hatte 1572 dieses Fresko begonnen, das 1579 von Federico Zuccari vollendet wurde. Es ist in seinen Ausmaßen riesig und gilt der Fläche nach als größter Fresken-Zyklus zu einem christlichen Thema. Hunderte von Kolossalfiguren gruppieren sich auf insgesamt 4000 m² um den Weltenrichter, den man in der unteren Mitte mühsam erkennen kann. Vasaris Traum soll es gewesen sein, Michelangelos Jüngstes Gericht in der Sixtinischen Kapelle zu übertreffen.
Das Riesenwerk ist nicht unproblematisch. Denn es ist so weit vom Boden entfernt, dass man kaum ein Detail hinreichend erkennen kann – der Kuppelraum ist normalerweise dunkler als auf den Fotos –, und vor allem: Das Fresko Vasaris lässt die Kuppel nicht höher erscheinen, sondern niedriger. Das Kuppelfresko wurde seit 1979 restauriert und ist 1994 wieder enthüllt worden, wobei die beiden Kunsthistorikerinnen Cristina Acidini und Cristina Danti bisher ungewürdigte künstlerische Qualitäten dokumentiert haben.
Vasari war schon krank, als er 1572 im Alter von 61 Jahren das Gerüst zur Ausmalung der Kuppel bestieg. Er starb bereits zwei Jahre danach, lange vor der Vollendung des Freskos. Federico Zuccari übermalte und modernisierte teilweise Vasaris Malerei. Dabei unterliefen ihm auch einige Fehler. So bekam beispielsweise ein Esel die massigen Beine eines Bären, der seinerseits mit Hufen ausgestattet wurde, was vom Boden der Kathedrale aus jedoch nicht sichtbar ist.

Vierungskuppel
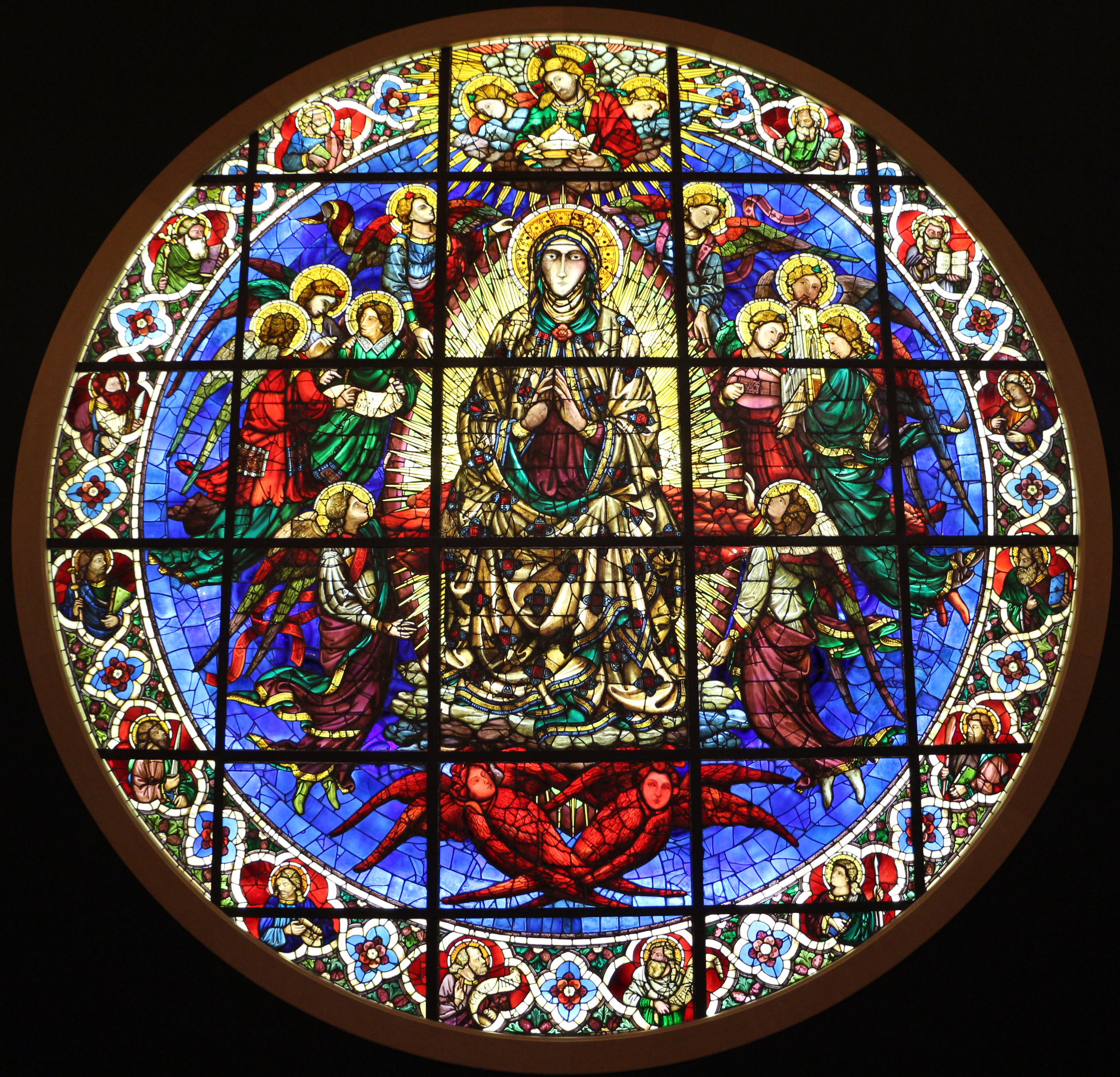
Fensterrose des Tambour, nach einem Entwurf Lorenzo Ghibertis, 1405
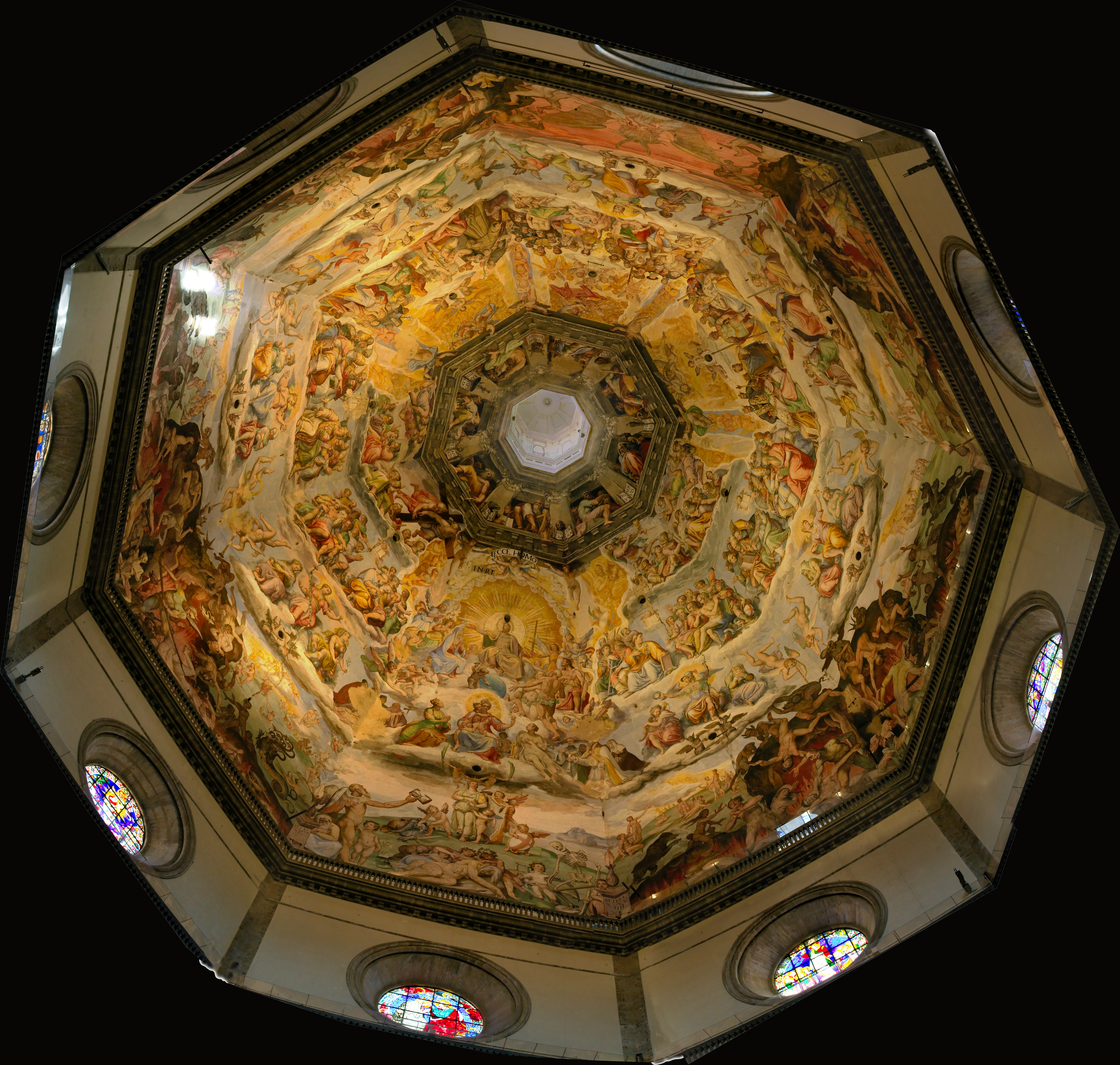
Blick in die freskierte Kuppel. Die im Text erwähnten Risse sind deutlich erkennbar
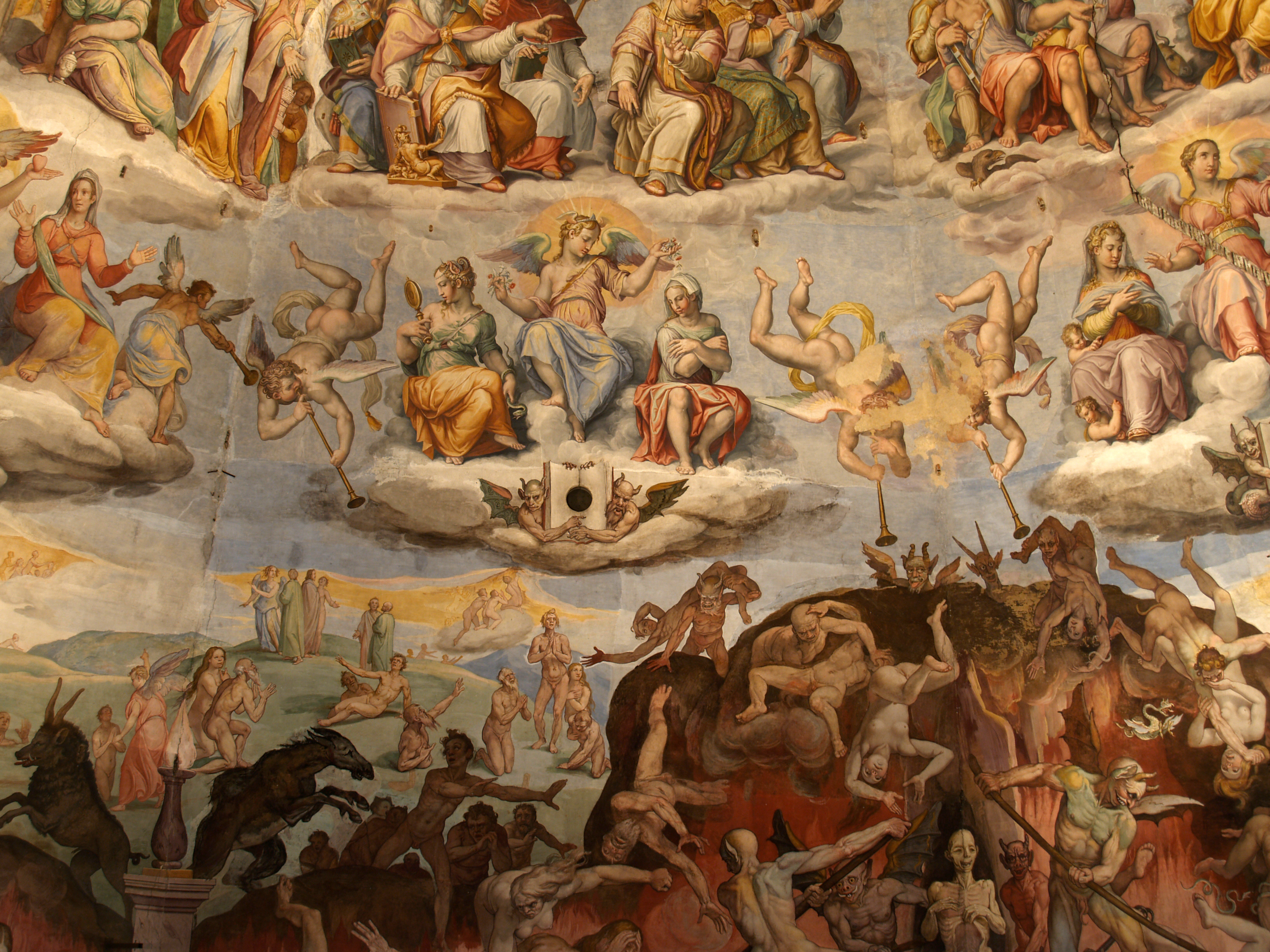
Die Höllenqualen im Detail

### Einzelne Aspekte zum Florentiner Kuppelbau

#### Vorgeschichte
Die Kuppel des Domes von Florenz ist nicht die Bekrönung der Vierung eines lateinischen Kreuzes, also einer Kreuzung von Langhaus und Querhaus, sondern einer Drei-Konchen-Anlage, somit also ein Zentralbau, der erste der Renaissance. Zumindest hieß es so lange Zeit in der Fachliteratur. Aber dieser Zentralbau ist eine Idee der Gotik und seine Durchführung wurde mit gotischen Mitteln erreicht. Man sagt also besser: Dieser gotische Plan kam den Tendenzen der Renaissance entgegen.
Die Bewunderung für das antike römische Pantheon und die architektonische Tradition hatten sich vereint, um die Kuppel zum idealen und zentralen Bestandteil der Kirche zu machen. Es scheint, dass man auch in jenen Fällen, in denen man keinen Zentralbau durchführen konnte, weil – wie hier am Florentiner Dom – ein Langhaus bereits vorgegeben war, sich als Ersatz dafür im Ostbau wenigstens die Illusion eines Zentralbaus mit der Kuppel als wichtigstem Bestandteil hat verschaffen wollen.
Dabei gab es eine prinzipielle Schwierigkeit in der Renaissance bei der Verbindung des Zentralbauideals mit rein liturgischen Erfordernissen. Sollte ein Zentralbau eine Kuppel erhalten, dann konnte er nicht allzu groß werden, weil die Konstruktion der Kuppel das schwierigste von allem war. Deshalb wurde das Ideal des reinen Zentralbaus meistens bei kleineren Kirchen erfüllt.
In großen Kirchen sollten aber auch viele Menschen zusammenkommen, und das widersprach den technischen Grenzen des Zentralbaus. Deshalb wurden häufig Kompromisse gebildet, indem man an einen zentralbauähnlichen Ostteil ein Langhaus anschloss. Jetzt konnten zwar viele Gläubige im Innenraum zusammengefasst werden, aber ein idealer Zentralbau war das nicht, wie man am Grundriss sehen kann.
Besonders dramatisch waren später diese Auseinandersetzungen beim Neubau von St. Peter in Rom. Auch hier siegte im Endeffekt die politische Wirkung eines solchen bedeutenden Baues über das architektonische Ideal Michelangelos. Und die Politik spielte auch hier in Florenz eine Rolle.

#### Die Kuppel als Träger der Staatsidee

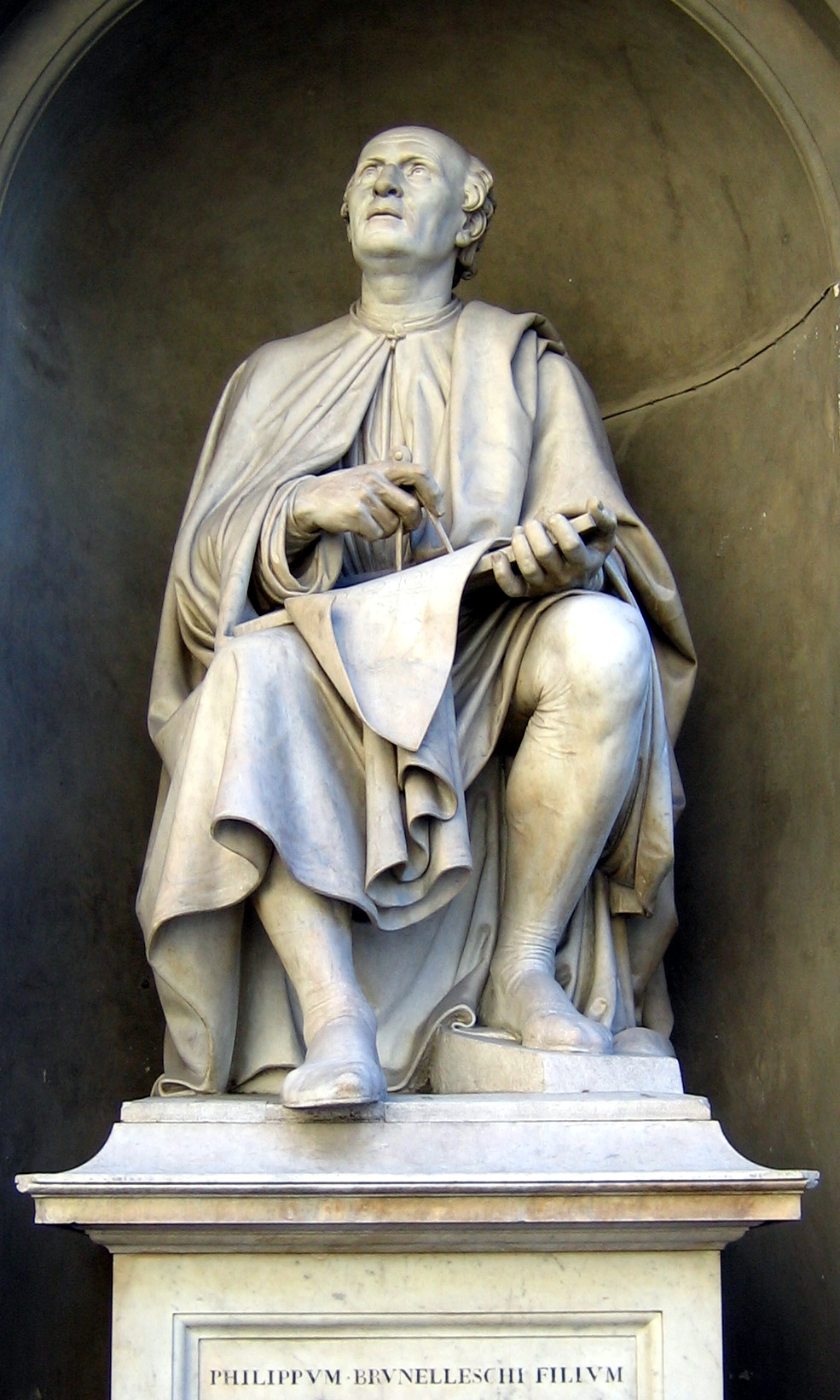
Brunelleschi, der zur Kuppel des Domes hinaufblickt. Statue von Luigi Pampaloni auf Platz der Uffizien, um 1838

Von jeher war Architektur in den italienischen Stadtstaaten dazu ausersehen, Träger der Staatsideen zu werden. Und die Kuppel des Florentiner Doms hier war der deutlich sichtbare Ausdruck eines neuen Machtanspruchs einer Stadt, die mit 50.000 Einwohnern so viele Bewohner hatte wie London. Durch Brunelleschi wurde die Kuppel zu einer neuen Pathosformel erhoben – und das merkt man bis hin zum Kapitol in Washington von 1857. Im Mittelalter war der Turm oder die Turmgruppe das höchste architektonische Zeichen städtischer Majestät. Jetzt in der Neuzeit, in der Renaissance, wurde die Kuppel das Symbol staatlicher Macht.
Hier spielt sicher auch eine Rolle, dass zur damaligen Zeit Florenz mit Kunstwerken deutlich weniger ausgestattet war als seine italienischen Konkurrenten. Nach den Zeiten der Protorenaissance im 11. Jahrhundert gab es seltsamerweise eine lange Pause in der Entwicklung der Kunst. Erst 1246 mit der Dominikanerkirche Santa Maria Novella wurde wieder eine neue Periode in der Kunstgeschichte der Stadt eröffnet.
Im ganzen 12. Jahrhundert und noch im frühen 13. Jahrhundert, als in Pisa bereits der Dom erweitert wurde, der Campanile, das Baptisterium und der Camposanto erbaut wurden, als man in Lucca, in Pistoia, in Prato und später auch in Arezzo und Siena Dome und Kirchen errichtete, entstand in Florenz kein Bauwerk gleichen Ranges. Während sich Pisa und Lucca zu Zentren der Bildhauerkunst und der Malerei entfalteten, ist für Florenz kaum eine Skulptur und kein Gemälde bezeugt. In dieser fast 150 Jahre dauernden Pause schuf Florenz stattdessen die wirtschaftlichen und politischen Voraussetzungen für seine spätere Vormachtstellung, die dann durch den Bau des Domes und vor allem durch die dominierende Kuppel neuen, majestätischen Ausdruck erhalten sollte. Also: Die Kuppel des Doms hatte für Florenz wortwörtlich überragende Bedeutung. Hier musste mit einem Schlag ein langer künstlerischer Rückstand übersprungen werden. Florenz hatte gleichsam keine Wahl. Die Kuppel musste gelingen.
Das Interessante daran ist, dass möglicherweise bereits Arnolfo di Cambio, der 1296 mit dem Bau begonnen hatte, eine solche Kuppel vorgesehen hatte. Inspiriert war diese Idee sicher damals schon vom Baptisterium und von den gigantischen Kuppelbauten der römischen Antike, vor allem auch hier vom Pantheon in Rom und von der Hagia Sophia in Byzanz. Als weiteres Vorbild darf sicher die Kuppel des Pisaner Domes angenommen werden und die des Doms von Siena, einer Stadt, zu der Florenz in besonderer Konkurrenz stand. Aber die Verbindung dieser Idee einer so gigantischen Kuppel mit einem gotischen Langhaus war neu.

#### Die Probleme eines Kuppelbaus

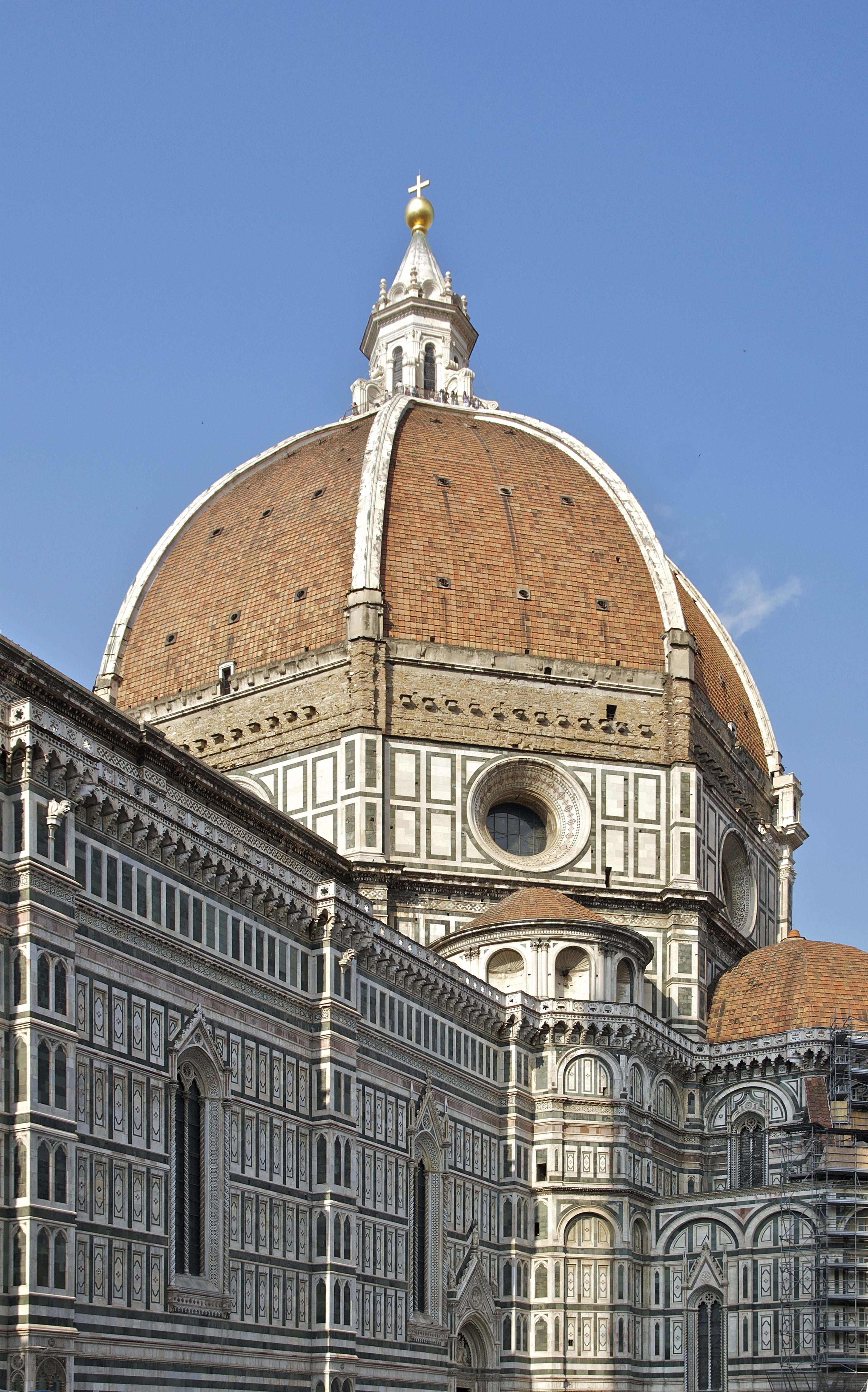
Kuppel der Kathedrale vom Campanile aus betrachtet

Der Plan zu einer riesigen Kuppel war auch 1367 vorherrschend, als nach langer Bauunterbrechung eine Kommission der Baumeister und Maler die Ausdehnung der Vierung selbstbewusst auf 42 Meter erhöhte und eine Gewölbehöhe der noch zu bauenden Kuppel von 83 Metern vorsah. Damit sollte die Florentiner Kuppel nicht nur die breiteste, sondern auch die höchste jemals errichtete Kuppel werden. Man hatte dabei sicher das Pantheon in Rom vor Augen, dessen Kuppeldurchmesser 42,70 Meter beträgt, also fast identisch mit den Florentiner Plänen.
Die aus diesen gewaltigen Ausmaßen resultierenden Schwierigkeiten erkannte man erst später. Denn man wusste nicht, wie man ein solch riesiges Gewölbe von 42 Metern Durchmesser über dem achteckigen Grundriss errichten konnte. Es erwies sich nämlich beispielsweise als unmöglich, die Gerüstbalken zu beschaffen, die für den Bau einer solchen Wölbung benötigt wurden. Denn man war zuvor – 1410–1413 – auf die kühne Idee gekommen, auf das 42 Meter hohe oktogonale Grundgeschoss noch ein Tambourgeschoß von knapp zehn Metern Höhe und viereinhalb Metern Dicke aufzubauen, so dass die Kuppel erst in der unglaublichen Höhe von 52 Metern ansetzt, also in einer Höhe, die über den höchsten Gewölben der französischen gotischen Kathedralen lag – das höchste gotische Gewölbe hat die Kathedrale von Beauvais mit 48 Metern.
Übrigens erhielt die Kirche erst jetzt ihren heutigen Namen Santa Maria del Fiore. Bis dahin hieß sie wie die Vorgängerkirche Santa Reparata.
Und damit niemand auf die Idee kam, diesen neuen, kühnen Plan von 1367 zugunsten älterer, einfacherer Lösungen zu verlassen und damit den neuen Machtanspruch von Florenz zu reduzieren, vernichtete man alle älteren Dokumente, die sich mit dem Dombau befassten. Man hat also gleichsam alle Brücken hinter sich abgebrochen. Entweder diese neue Kuppel mit bisher noch nie erreichter Höhe – oder gar keine. Daher ist nur unzulänglich bekannt, wie sich Arnolfo di Cambio und seine frühen Nachfolger den Dom eigentlich vorgestellt hatten.

#### Die Konkurrenzsituation
Damals, in der 2. Hälfte des 14. Jahrhunderts herrschte eine scharfe Konkurrenz zwischen den großen norditalienischen Städten in Bezug auf ihre zentralen großen Kirchenbauten. In Florenz wurden teilweise über acht Prozent der gesamten Staatseinkünfte für den Bau des Domes aufgewandt.
1388 wurde in Bologna der Dom San Petronio begonnen, der den im Bau befindlichen Florentiner Dom noch übertreffen sollte, aber nie vollendet wurde. Zwei Jahre zuvor, 1386, war der Mailänder Dom begonnen worden, der nicht nur die italienischen, sondern alle Kathedralen des Abendlandes übertreffen sollte – allerdings ohne große Türme und ohne Kuppel. Die Kuppelwölbung war das große Problem und sie blieb es bis in unsere Zeit hinein, daher auch ihre große Bedeutung für die Repräsentation. Noch in der Nikolaikirche in Potsdam in der Mitte des 19. Jahrhunderts, im Kapitol von Washington 1857 und in den Großmacht-Fantasien des NS-Architekten Albert Speer für das Neue Berlin der 1940er Jahre wirkte diese Idee nach.
1414 war in Florenz der Bau wieder ins Stocken geraten. Als vorerst letztes Glied wurde der zehn Meter hohe achteckige Tambour mit seinen runden Lichtöffnungen von 3,5 Meter Durchmesser errichtet. Die oktogonale Basis als Auflager für die Dachkonstruktion war damit vorgegeben.

#### Der Wettbewerb
Das Problem wurde über einen Wettbewerb im Jahr 1418 gelöst. Man schrieb am 19. August einen Wettbewerb aus, den Brunelleschi nach diversen Widerständen mit einem Rohentwurf gewann.
Die revolutionäre Idee Brunelleschis bestand darin, das Baugerüst gar nicht auf dem Boden aufsetzen zu lassen, sondern als Klettergerüst innerhalb der noch zu bauenden Kuppel zu verankern. Die Gutachterkommission lehnte seinen Vorschlag zunächst mehrmals ab. Brunelleschi bestand aber auf seinem Plan, teilweise so beharrlich, dass man ihn mehrmals aus den Sitzungen der Gutachterkommission hinaustragen musste. Außerdem war Brunelleschi nicht bei einem Baumeister in die Lehre gegangen, sondern bei einem Goldschmied, gehörte also nicht zur Gilde der Steinmetze, sondern derjenigen der Seidenweber an, die sich mit den Goldschmieden zusammengeschlossen hatten.
Erst als auf Seiten der Stadt keine brauchbare Alternative zu Brunelleschis Plan gefunden wurde, ließ man sich doch auf dessen Idee ein. Brunelleschi wurde nach der Annahme seines Rohentwurfes gebeten, einen genauen Plan auszuarbeiten. Ihm wurde zwar die Bauleitung übertragen, aber als unerfahrenem Baumeister wurde ihm – zur Vorsicht – Lorenzo Ghiberti an die Seite gestellt, was ihn sehr geärgert haben muss. Beide sollen sich zeitlebens wenig verstanden haben, nachdem 1401 Brunelleschi im Wettbewerb um die zweite Bronzetür des Baptisteriums Ghiberti unterlegen war. Trotzdem arbeiteten sie 18 Jahre lang an der Kuppel des Florentiner Domes zusammen, anfangs mit gleichem Gehalt. Um Ghibertis Inkompetenz bloßzustellen, soll Brunelleschi eine Krankheit fingiert haben, deretwegen die Bauarbeiten ins Stocken kamen.

#### Der Baubeginn der Kuppel
Der Baubeginn der Kuppel fand am 7. August 1420 in 52 Metern Höhe statt. Im gleichen Jahr war Brunelleschi mit einer weiteren genialen Idee aufgetreten. Er übernahm ein Bauprinzip aus der nordeuropäischen Gotik, die Rippenwölbung. Er verlegte Rippen an jeder Ecke des Oktogons und jeweils zwei zusätzliche im Innern jeder Gewölbekappe, also insgesamt 24, die miteinander durch waagerechte Querbalken verbunden waren. Die äußeren sind die weithin sichtbaren acht großen Marmorrippen mit einem Maß von 4,4 × 3,5 Metern. Jedes der acht Segmente der Kuppelschale ist an seiner Basis 17 Meter breit, 3,50 Meter dick und vollwandig aus massivem Kalksandstein geschichtet.

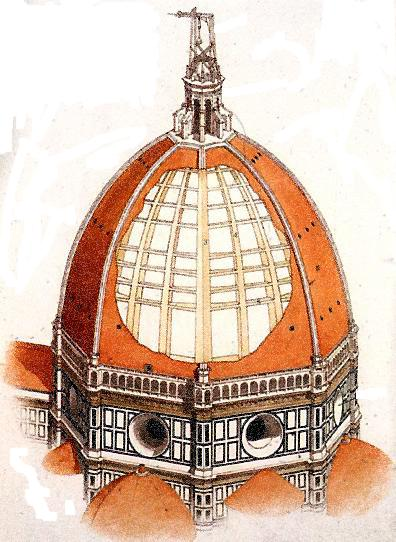
Die Kuppel

Durch diese insgesamt 24 Rippen entstand ein Skelettsystem, das mit zwei Ziegelschalen, einer inneren und einer äußeren, ausgefugt wurde. Die Schalen aus Ziegeln wurden in einzelnen Ringen von unten nach oben aufgemauert; die Kuppel wurde ohne Lehrgerüst errichtet. Das Deckenloch wurde zuerst wie im Pantheon in Rom offen gelassen. Später wurde die Laterne aufgesetzt.
Um einen Begriff davon zu bekommen, um welche Dimensionen an Hölzern es sich hier handelte: Für die Halbkuppel der südlichen Apsis, die im Jahr 1418 mit einem solchen Lehrgerüst konstruiert wurde, benötigte man 32 Baumstämme, die in Bohlen von insgesamt 280 Metern Länge und 135 Balken zersägt wurden. Die Halbkuppel ist aber weitaus kleiner im Vergleich zur Vierungskuppel, für die nach einer Schätzung zwanzig Mal so viel Holz benötigt wurde.
Das waren bis dahin kaum vorstellbare und schwerlich finanzierbare Dimensionen, und auch die technische Realisierbarkeit blieb weiterhin fraglich. Brunelleschi, der sich in antiker Architektur auskannte, nahm die alte Idee der Doppelschaligkeit auf und erfand ganz neue Techniken für die einzelnen Arbeitsschritte.

#### Zugringe aus Stein
Eine doppelschalige Kuppelkonstruktion entsprach der antiken Tradition. Auch das Baptisterium besitzt in Ansätzen eine solche doppelte Schale. Die Idee stammt aus dem mittelalterlichen Persien und stellte das typische Merkmal islamischer Moscheen dar. Trotz der Doppelschaligkeit blieben bauliche Schwierigkeiten.
Die Kuppel musste – auch als Rippenkonstruktion – zusätzlich abgestützt werden, genauso wie in der gotischen Architektur Nordeuropas, wo diese Idee herkam. Aber in Italien gibt es außer beim Mailänder Dom kein äußeres, stützendes Strebewerk wie in Frankreich oder Deutschland. Die riesige Kuppel in Florenz kann seitlich nicht abgestützt werden, da sie in zu großer Höhe thront. Um den horizontalen Schub des Gewölbes zu neutralisieren und nur noch Vertikalkräfte in die Tambourwände abzuleiten, erfand Brunelleschi „ein System so genannter Steinketten, um die beiden Gewölbeschalen zusammenzuhalten. Sie setzen an den Rippen an und sind durch Metallklammern verbunden, so dass sie Zugspannung aufnehmen können. Ohne sie würden die Rippen unter der Gesteinslast nach außen gedrückt“ und bersten.

#### Die Kuppel: Gotik oder Renaissance?
Die Kuppelkonstruktion hatte nachhaltige Konsequenzen für die Architektur der gesamten Renaissance. Deswegen setzte die Kunstgeschichte den Beginn der Renaissance lange Zeit auf diesen Kuppelbau von 1420 bis 1436.
Gegen diese Sichtweise ist aber einiges einzuwenden. Die Kuppel war unzweifelhaft eine Glanzleistung, die von niemandem übertroffen worden ist, auch nicht von Michelangelo später am Petersdom in Rom. Aber in diesem Fall war Brunelleschi in erster Linie als Ingenieur gefordert, die in der Planung bereits festgelegte Vierungskuppel zu erbauen. „Das ganze Werk hat bezeichnenderweise ein spitzbogiges, gotisches Profil, denn es ist nach dem gotischen Prinzip der tragenden Rippen erbaut. Selbst wenn Brunelleschi die Kuppel des Pantheon studiert hat, um seine Technik zu vervollkommnen, haben die beiden Werke doch nichts miteinander gemein: die Kuppel des Pantheon ist eine echte Halbkugel, […], die von den riesigen Mauern getragen wird. […] Die Florentiner Kuppel ist ein ins Gigantische gesteigertes Spitzbogengewölbe, das als Kuppel getarnt ist. Nur in den untergeordneten Bauelementen erscheint der Stil Brunelleschis – und damit Renaissancekunst.“ Auch das Motiv des Kapellenkranzes, der sich um die Vierung herumlegt, kommt aus der nordeuropäischen Architektur, ist also Gotik (oder sogar Romanik) und keine Renaissance.
Das erste wirkliche Renaissance-Bauwerk Brunelleschis ist die nicht weit entfernte Kirche von San Lorenzo.
Es ist wahrscheinlich nicht so, dass sich Brunelleschi von Anfang an über alle Details der Konstruktion im Klaren war. Auf viele Ideen kam er erst während der 16-jährigen Bauzeit. Und der obere spätere Teil der Kuppel war der schwierigere, weil hier die Wölbung wesentlich stärker ist. Genaue Informationen über Brunelleschis Pläne und Phantasien sind nicht bekannt, weil er in dieser Hinsicht schweigsam war. Er befürchtete, dass andere ihm seine Ideen stehlen könnten. Deshalb informierte er nur seine nächsten Mitarbeiter über seine Pläne – und das auch nur spät. Brunelleschi ist in Sichtweite des Domes aufgewachsen, kannte von Kindesbeinen an die Probleme, die seine Vorgänger mit der Wölbung hatten, informierte sich jahrelang auch in Rom über antike Architektur und hatte mit Sicherheit diverse Pläne im Kopf, wie eine solche Kuppel zu konstruieren sei. Aber er wusste, dass er der einzige war, der so etwas konnte, und behielt sein Wissen möglichst bei sich. Wenn er für sich selbst Pläne aufzeichnete, bediente er sich einer Geheimschrift, die niemand anderer lesen konnte.

#### Eisenkette
So gibt es beispielsweise seit ewigen Zeiten Gerüchte über eine Eisenkette, die Brunelleschi angeblich zusätzlich zu den bekannten Steinketten um den Sockel der Kuppel hat legen lassen. Eine magnetische Untersuchung, die in den 1970er Jahren durchgeführt wurde, erbrachte keinen Beweis, dass diese Ketten tatsächlich existieren.

#### Holzkette
Was es aber außer den vier Steinketten wirklich gibt, ist eine 1424 hinzugefügte Holzkette 7½ Meter über der untersten Steinkette – bestehend aus Balken aus Kastanienholz von sechs Metern Länge und einem Querschnitt von 30 × 30 Zentimetern. Dieses Holz musste gefunden und sorgfältig mit einem speziellen Verfahren verarbeitet werden, was mehrere Jahre in Anspruch nahm. Dass man außer an Stein- auch an Holzketten dachte, hat damit zu tun, dass man eine solche Holzkonstruktion für widerstandsfähiger bei Erdbeben hielt. Bei der Hagia Sophia in Konstantinopel war man so vorgegangen und bei einigen anderen Bauten in den gefährdeten Gebieten beispielsweise in Persien. Und tatsächlich erlitt die cupola bei den Erdbeben von 1510, 1675 und 1895 keine Schäden. Die Holzkette musste übrigens im 18. Jahrhundert ausgetauscht werden, weil das Holz zu verrotten begann.

#### Baumaschinen
Zu Brunelleschis Glanzleistungen zählen unter anderem auch die Maschinen, die er entworfen hat, um mit ihnen die Steine in die Höhe zu ziehen. Hier waren Konstruktionen notwendig, die zur damaligen Zeit noch nicht existierten. Die Materialaufzüge und Kräne, die Filippo entwarf, wurden zu den meistbewunderten mechanischen Geräten der Renaissance. Das Seil für den Lastenaufzug wurde in Pisa bestellt, einer Hochburg des Schiffbaus. Aber auch die dortigen Fachleute sahen sich einer neuen Aufgabe gegenüber, denn es wurde das längste und schwerste Seil benötigt, das jemals angefertigt worden war: 180 Meter lang, mehr als sieben Zentimeter dick und mit einem Gewicht von nahezu einer halben Tonne. Dieser Aufzug bewegte täglich ca. 50 Mal die Steine in die Höhe, also ungefähr eine Fuhre alle zehn Minuten.
Bevor die einzelnen Steine in der Kuppel eingesetzt wurden, mussten sie natürlich genau zugehauen werden. Die Schablonen dafür wurden auf einem Grundstück hergestellt, das Brunelleschi im Sommer 1420 flussabwärts auf einem Uferbereich des Arno auf einer Fläche von 800 m² präpariert hatte. Dort wurde ein Plan der Kuppel im Verhältnis 1:1 in den Sand geritzt. Bei den gotischen Kathedralen Nordeuropas war man ähnlich vorgegangen. Diese Schablonen von über 2½ Metern Größe wurden anschließend am Mauerwerk der inneren Kuppelschale befestigt und dienten als Richtmaß.

#### Ziegel
Bei der Herstellung der Ziegel ging man ebenfalls von Schablonen aus, da nicht nur einheitliche Maße benutzt wurden, sondern auch außergewöhnliche – dreieckige Formen, Ziegel mit Verzahnungen oder mit hervorstehendem Rand, Ziegel, die genau in die Ecken passten etc. Aber bis es überhaupt so weit war, musste ein langer Weg zurückgelegt werden.
Die Brennöfen befanden sich nicht in der Stadt, sondern auf dem Land in der Nähe der Tongruben. Es war natürlich etwas anderes, ob man Ziegel brauchte für ein kleines Haus, die man im Bedarfsfalle leicht ersetzen konnte, oder ob es sich um Ziegel handelte für die Riesenkuppel von Florenz, wo ein kleiner Fehler massive Konsequenzen haben könnte. Jedenfalls gab es umfangreiche Regeln dafür, wie und wo und wann der Ton gewonnen werden sollte, wie lange er vor dem Brennen trocknen sollte – das konnte bis zu zwei Jahren dauern –, wie der Mörtel beschaffen sein sollte usw.
Der geknetete Ton wurde in entsprechenden Holzformen an der Luft getrocknet und vorgehärtet. Danach erfolgte das Brennen, das mehrere Tage dauerte. Da die Temperatur im Ofen um 1000 Grad Celsius betrug, ließ man die Ziegel zwei Wochen abkühlen, damit sie bruchfester wurden, bevor man sie zur Baustelle transportierte. Ein Brennofen konnte im Durchschnitt 20.000 Ziegel aufnehmen; wurde er alle drei Wochen befeuert, ergab dies eine jährliche Kapazität von mehr als 300.000 Ziegeln. Doch selbst bei dieser Leistung hätte es mit nur einem Brennofen mehr als 13 Jahre gedauert, die für den Bau der Kuppel erforderlichen vier Millionen Ziegel herzustellen.
Das Tempo der acht Maurermannschaften wurde durch das Abbinden des Mörtels im zuletzt gemauerten Horizontalring auf weniger als einen Ring pro Woche begrenzt. Die Kuppel wuchs somit jeden Monat um ungefähr 30 Zentimeter in die Höhe.
Trotz der schwierigen Arbeitsbedingungen soll während der 16-jährigen Bauzeit der Kuppel nur ein einziger Arbeiter ums Leben gekommen sein.

#### Loggia
Am Ansatz der Kuppel wurde 1508–12 versucht, eine Loggia anzubringen, die den gesamten Ostbau plastisch aufgelockert hätte und die auch zu Brunelleschis Plan gehörte. Aber deren Gestaltung ist zu zierlich geraten und – der Überlieferung nach – soll Michelangelo sich sehr abschätzig über diese Idee geäußert haben – sie sehe aus „wie ein Grillenkäfig“ –, weshalb der Plan nicht vollendet wurde.Quelle?

#### Risse
Insgesamt wiegt allein die Kuppel ca. 37.000 Tonnen und hat bis heute gehalten, trotz der insgesamt 1.500 Haarrisse, die mittlerweile aufgetreten sind. Das Phänomen der Risse ist an sich nicht neu. Angeblich sollen schon um 1500, also kurz nach Fertigstellung des Bauwerks, solche Risse aufgetreten sein. Jetzt scheinen die Risse so zahlreich zu werden, dass man überlegt, Maßnahmen zu ihrer Beseitigung zu ergreifen.
Man weiß nicht, wie Brunelleschi selber dieses Problem gesehen hat, denn er hat keinerlei Aufzeichnungen hinterlassen. Michelangelo hat bei der Konstruktion der Kuppel des Petersdomes in Rom eine schwere Eisenkette um deren Sockelzone vorgesehen. Als Grund für die jetzt zunehmend auftretenden Risse in Florenz werden von fachlicher Seite die normalen Temperaturschwankungen angegeben, die im Laufe der Jahrhunderte dem Mauerwerk langsam zugesetzt hätten. Eine Lösung des Problems ist trotz zahlreicher Kommissionen offenbar noch nicht in Sicht, deren erste bereits 1934 angetreten war. Aktuell wird die Kuppel durch ständiges Deformationsmonitoring überwacht, um kleinste Veränderungen sofort nachvollziehen zu können.
Andererseits gilt: „Da in der Regel schon beim Ausschalen des Gewölbes solche Spannungen auftreten und erste Risse provozieren, ist der gerissene Zustand als der normale anzusehen und das jeweilige Rißbild im Gewölbe Zeichen einer letztlich individuellen Statik.“

#### Treppensystem
Brunelleschi baute die Kuppel auf einem hohen Tambour in den besagten zwei Schalen, wobei die innere Schale die dickere ist. Die äußere dient lediglich der Bedachung. Zwischen beiden Schalen liegt ein Treppensystem, das über 463 Stufen begehbar ist und auf die Laterne an der Kuppelspitze in 106 Meter Höhe führt.

#### Nachwirkungen des Florentiner Kuppelbaus
Dieser gewaltige Kirchenbau, dessen Konzeption bereits 1367 festgelegt war, sollte Ausdruck des Stolzes einer Stadt sein, die damals ein außerordentliches Maß an Macht und Reichtum erworben hatte. Florenz zählte gegen Ende des 13. Jahrhunderts mit ungefähr 100.000 Einwohnern zu den größten Städten der damaligen Welt.
Von vergleichbarer Größe ist die ebenfalls doppelschalige Kuppel des Petersdoms (1590) mit 42,3 Metern Durchmesser, das größte freitragende Ziegelbauwerk der Erde, und das Pantheon (118) mit der größten in unbewehrtem Beton gegossenen Kuppel von 43,2 Metern, beide in Rom. Einen größeren Durchmesser hatte mit 108 Metern erst die zur Weltausstellung 1873 gebaute Rotunde in Wien aus Stahl, die 1937 einem Brand zum Opfer fiel.

## Orgelanlage

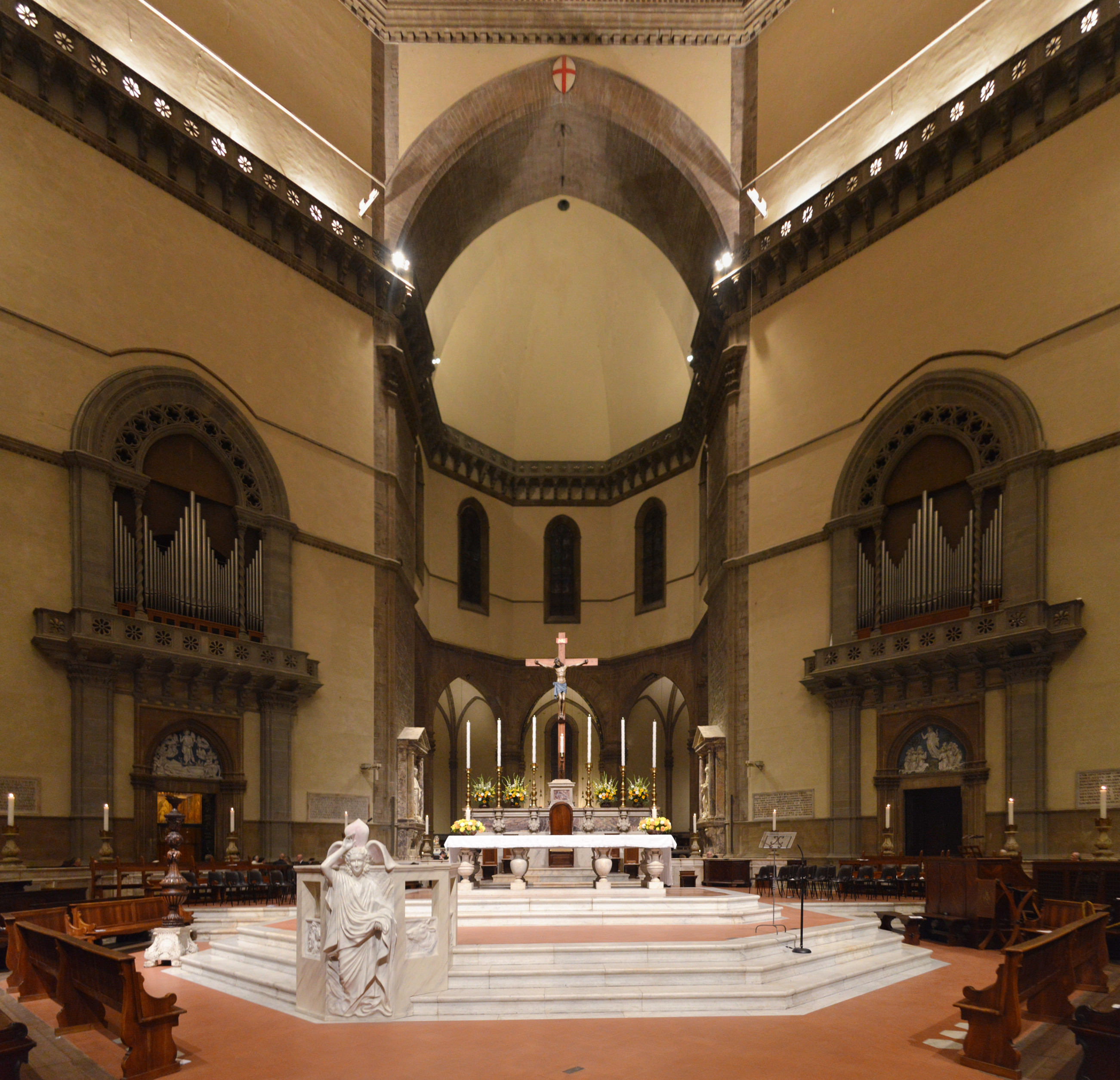
Anordnung der beiden Orgeln im Oktogon

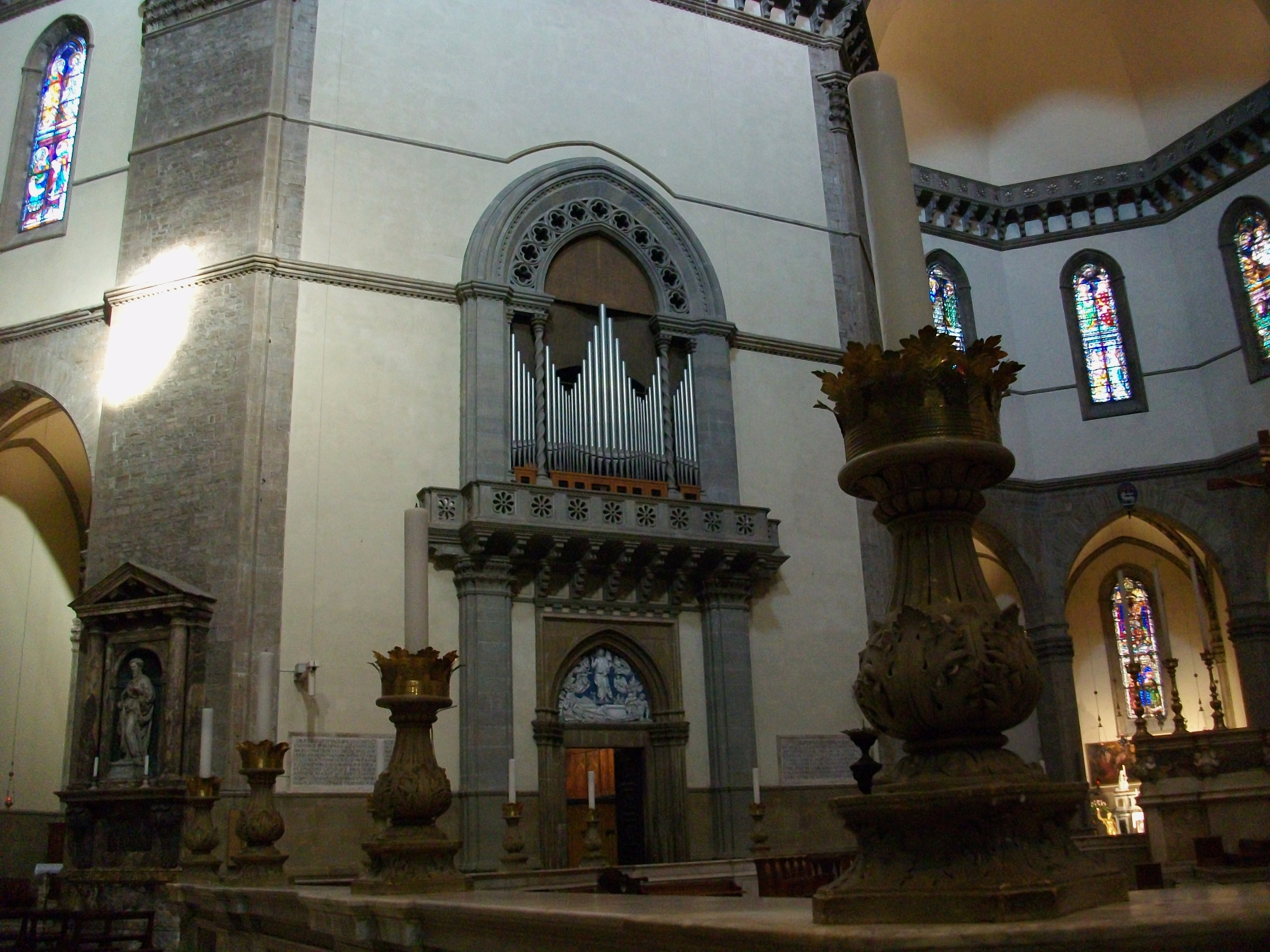
Blick auf die Orgel auf der linken Sängerempore

Die Orgelanlage wurde seit 1961 von der Orgelbaufirma Mascioni erbaut. Das Instrument war zunächst auf zwei Standorte (Chorraum, Kapelle Madonna della Neve) aufgeteilt, wurde nach und nach (insbesondere 1968 und 1991) erweitert und mit elektrischen Trakturen ausgestattet.
Die Orgelanlage im Dom besteht heute aus insgesamt sechs Manualen und Pedalwerken. Sie hat 107 Register (6761 Pfeifen), darunter 33 transmittierte bzw. extendierte Register. Die Anlage besteht im Grunde aus mehreren selbständigen Teil-Orgeln und unselbständigen Orgelwerken, die sich allesamt von einem mobilen viermanualigen Generalspieltisch aus anspielen lassen können: Der Orgel in der Kapelle Madonna della Neve (28 Register), einem mobilen Chorpositiv (9 Register), und dem Kern der Orgelanlage im Chorraum und Oktogon (70 Register).

### Kapellen-Orgel
In der Kapelle Madonna della Neve befindet sich ein eigenständiges Instrument. Es hat 28 Register auf zwei Manualen und Pedal. Die Kapellen-Orgel verfügt über einen eigenen (zweimanualigen) Spieltisch und lässt sich vom Generalspieltisch aus anspielen, wobei die beiden Manualwerke dort als Solowerk von auf einem (dem vierten) Manual als Gesamtwerk angesteuert wird.
| I Hauptwerk |                 |     |
| 1.          | Principale      | 16′ |
| 2.          | Principale      | 8′  |
| 3.          | Flauto          | 8′  |
| 4.          | Ottava          | 4′  |
| 5.          | Flauto          | 4′  |
| 6.          | Sesquialtera II |     |
| 7.          | Decimaquinta    | 2′  |
| 8.          | Ripieno VI      |     |
| 9.          | Tromba          | 8′  |

| II Schwellwerk |            |       |
| 10.            | Principale | 8′    |
| 11.            | Bordone    | 8′    |
| 12.            | Ottava     | 4′    |
| 13.            | Flauto     | 4′    |
| 14.            | Nazardo    | 2 ⁄3′ |
| 15.            | Silvestre  | 2′    |
| 16.            | Ripieno V  |       |
| 17.            | Fagotto    | 8′    |
| 18.            | Clarinetto | 8′    |
|                | Tremolo    |       |

| Pedalwerk |                    |     |
| 19.       | Basso              | 16′ |
| 20.       | Subbasso           | 16′ |
| 21.       | Basso dolce        | 8′  |
| 22.       | Bordone            | 8′  |
| 23.       | Ottava             | 4′  |
| 24.       | Flauto             | 4′  |
| 25.       | Cornetto III       |     |
| 26.       | Tromba (aus Nr. 9) | 16′ |
| 27.       | Tromba (= Nr. 9)   | 8′  |
| 28.       | Tromba (aus Nr. 9) | 4′  |

### Orgelwerke im Dom
In der Kathedrale selbst gibt es drei Orgelwerke, verteilt auf drei Standorte. Es handelt sich dabei um jeweils unselbständige Teilwerke, denen jeweils ein eigenständiges Pedalwerk zugeordnet ist. Im Chorraum befindet sich auf der rechten Seite hinter einem Chorvorhang ein nicht sichtbares (schwellbares) Choralwerk, das Corale espressivo.
Auf den Sängertribünen im Oktagon befinden sich das Hauptwerk (Grand’Organo) und das Schwellwerk (Organo Espressivo). Diese drei Werke lassen sich von einem dreimanualigen Spieltisch aus ansteuern, der sich im Chor befindet. 2018 wurde das Instrument von Mascioni erweitert und ein neuer fünfmanualiger Spieltisch eingebaut.
Disposition vor dem Umbau 2018:
| I Corale espressivo |               |       |
|                     | Manualwerk    |       |
| 1.                  | Principale    | 8′    |
| 2.                  | Flauto stoppo | 8′    |
| 3.                  | Ottava        | 4′    |
| 4.                  | Flauto camino | 4′    |
| 5.                  | Ottavina      | 2′    |
| 6.                  | Quintina      | 1 ⁄3′ |
| 7.                  | Ripieno III   |       |
| 8.                  | Ripieno IV    |       |
|                     | Tremolo       |       |
|                     |               |       |
|                     | Pedalwerk     |       |
| 9.                  | Bordone       | 16′   |
| 10.                 | Bordone       | 8′    |

| II Grand'Organo |                |       |
|                 | Manualwerk     |       |
| 11.             | Principale     | 16′   |
| 12.             | Principale     | 8′    |
| 13.             | Corno camoscio | 8′    |
| 14.             | Flauto         | 8′    |
| 15.             | Ottava         | 4′    |
| 16.             | Flauto         | 4′    |
| 17.             | Duodecima      | 2 ⁄3′ |
| 18.             | Decimaquinta   | 2′    |
| 19.             | Decimanona     | 1 ⁄3′ |
| 20.             | Ripieno VI     |       |
| 21.             | Ripieno VI     |       |
| 22.             | Cornetto V     |       |
| 23.             | Tromba         | 16′   |
| 24.             | Tromba         | 8′    |
| 25.             | Tromba         | 4′    |
| 26.             | Voce umana     | 8′    |
| 27.             | Tuba mirabilis | 8′    |
| 28.             | Tuba mirabilis | 4′    |
|                 | Campane        |       |

| (Fortsetzung) |                           |         |
|               | Pedalwerk                 |         |
|               | Basso Acustico            | 32′     |
| 29.           | Contrabbasso              | 16′     |
|               | Principale (= Nr. 11)     | 16′     |
| 30.           | Quinta                    | 10 2⁄3′ |
| 31.           | Basso                     | 8′      |
|               | Principale (= Nr. 12)     | 8′      |
|               | Ottava (= Nr. 15)         | 4′      |
| 32.           | Superottava               | 2′      |
|               | Ripieno VI (= Nr. 20)     |         |
| 33.           | Bombarda                  | 16′     |
|               | Tromba (= Nr. 23)         | 16′     |
| 34.           | Trombone                  | 8′      |
|               | Tromba (= Nr. 24)         | 8′      |
|               | Tuba mirabilis (= Nr. 27) | 8′      |
| 35.           | Clarone                   | 4′      |
|               | Tuba mirabilis (= Nr. 28) | 4′      |
|               | Campane                   |         |

| III Organo Espressivo |                 |        |
|                       | Manualwerk      |        |
| 36.                   | Bordone         | 16′    |
| 37.                   | Diapason        | 8′     |
| 38.                   | Bordone         | 8′     |
| 39.                   | Gamba           | 8′     |
| 40.                   | Principale      | 4′     |
| 41.                   | Flauto armonico | 4′     |
| 42.                   | Flauto in XII   | 2 ⁄3′  |
| 43.                   | Flautino        | 2′     |
| 44.                   | Decimino        | 1 3⁄5′ |
| 45.                   | Flauto in XIX   | 1 ⁄3′  |
| 46.                   | Piccolo         | 1′     |
| 47.                   | Ripieno V       |        |
| 48.                   | Controfagotto   | 16′    |
| 49.                   | Tromba armonica | 8′     |
| 50.                   | Oboe            | 8′     |
| 51.                   | Musetta         | 4′     |
| 52.                   | Voce celeste II | 8′     |
| 53.                   | Voci corali     | 8′     |
|                       | Tremolo         |        |

| (Fortsetzung) |                          |     |
|               | Pedalwerk                |     |
|               | Bordone (= Nr. 36)       | 16′ |
|               | Bordone (= Nr. 38)       | 8′  |
|               | Flauto (= Nr. 41)        | 4′  |
|               | Controfagotto (= Nr. 48) | 16′ |
|               | Fagotto (aus Nr. 48)     | 8′  |
|               | Musetta (= Nr. 51)       | 4′  |

### Chorpositiv
Seit 1991 gibt es ein mobiles Instrument im Sinne einer kleinen Chororgel. Dieses sog. Positivo aperto hat neun Register auf einem Manual und Pedal. Es kann vom ersten Manual des viermanualigen Generalspieltischs der Orgelanlage aus angespielt werden.
| Manualwerk |               |    |
| 1.         | Principale I  | 8′ |
| 2.         | Principale II | 8′ |
| 3.         | Ottava        | 4′ |
| 4.         | Flauto        | 4′ |

| (Fortsetzung) |              |    |
| 5.            | Decimaquinta | 2′ |
| 6.            | Ripieno VI   |    |
| 7.            | Tromba       | 8′ |
|               | Tremolo      |    |

| Pedal |        |     |
| 8.    | Basso  | 16′ |
| 9.    | Ottava | 8′  |